# Anschluss
Il termine tedesco Anschluss (/ˈʔanʃlʊs/; letteralmente annessione, connessione, collegamento) o Anschluß (vecchia ortografia), conosciuto anche come Anschluß Österreichs (, annessione dell'Austria), si riferisce, in senso strettamente politico, all'annessione dell'Austria alla Germania nazista avvenuta il 13 marzo 1938 con l'obiettivo di formare la "Grande Germania". Questo termine si contrappone all'Ausschluss, l'esclusione dell'Austria dalla Germania avvenuta all'epoca della dominazione del Regno di Prussia.
L'idea di un Anschluss (un'Austria e una Germania unite che avrebbero formato una "Grande Germania") iniziò dopo che l'unificazione della Germania escluse l'Austria e i tedeschi austriaci dall'Impero tedesco dominato dalla Prussia nel 1871. Dopo la fine della prima guerra mondiale con la caduta dell'Impero austro-ungarico, nel 1918, la neonata Repubblica dell'Austria tedesca tentò di formare un'unione con la Germania, ma il trattato di Saint Germain (10 settembre 1919) e il trattato di Versailles (28 giugno 1919) proibirono sia l'unione che l'uso continuato del nome "Austria tedesca" (Deutschösterreich); e spogliò l'Austria di alcuni dei suoi territori, come i Sudeti.
Prima dell'Anschluss, sia in Austria che in Germania c'era stato un forte sostegno all'unificazione dei due paesi. All'indomani dello scioglimento della monarchia asburgica — con l'Austria lasciata come un residuo spezzato, privata della maggior parte dei territori che aveva governato per secoli e sottoposta a una grave crisi economica — l'idea dell'unità con la Germania sembrava allettante anche per molti cittadini della sinistra e del centro. Il sostegno all'unificazione con la Germania non era politico, ma proveniva principalmente dalla convinzione che l'Austria, spogliata della sua terra imperiale, non fosse economicamente sostenibile. Tuttavia, il sostegno popolare all'unificazione svanì gradualmente con il tempo, sebbene rimase un concetto nel discorso politico austriaco contemporaneo.
Ma dopo il 1933, quando Adolf Hitler salì al potere in Germania, il desiderio di unificazione poteva essere identificato con i nazisti, per i quali era parte integrante del Heim ins Reich nazista, che cercava d'incorporare il maggior numero possibile di Volksdeutsche (cittadini tedeschi al di fuori della Germania) in una "Grande Germania". Gli agenti della Germania nazista coltivarono tendenze filo-unificazione in Austria e cercarono di minare il governo austriaco, che era controllato dall'austrofascista Fronte Patriottico. Durante un tentativo di colpo di stato nel 1934, il cancelliere austriaco Engelbert Dollfuss venne assassinato dai nazisti austriaci. La sconfitta del colpo di stato spinse molti importanti nazisti austriaci ad andare in esilio in Germania, dove continuarono i loro sforzi per l'unificazione dei due paesi.
All'inizio del 1938, sotto la crescente pressione degli attivisti filo-unificazione, il cancelliere austriaco Kurt Schuschnigg annunciò che ci sarebbe stato un referendum su una possibile unione con la Germania contro il mantenimento della sovranità austriaca che si sarebbe tenuto il 13 marzo. Descrivendo ciò come una sfida alla volontà popolare in Austria e Germania, Hitler minacciò un'invasione e fece segretamente pressioni su Schuschnigg affinché si dimettesse. Un giorno prima del previsto referendum, il 12 marzo, l'Heer tedesco attraversò il confine con l'Austria, incontrastato dall'esercito austriaco. Il 10 aprile si tenne un plebiscito, in cui il voto non era segreto e vennero impiegate minacce e coercizione per manipolare il voto, con il risultato di un'approvazione del 99,7% per l'Anschluss.

## Il contesto storico

### Prima del 1918

La Confederazione germanica (1815-1866)

L'idea di raggruppare tutti i tedeschi in un unico stato-nazione era stata oggetto di dibattito nel XIX secolo dalla dissoluzione del Sacro Romano Impero nel 1806 fino allo scioglimento della Confederazione germanica nel 1866. L'Austria aveva voluto una Großdeutsche Lösung (soluzione della Grande Germania), in base alla quale gli stati tedeschi si sarebbero uniti sotto la guida dei tedeschi austriaci (Asburgo). Questa soluzione avrebbe incluso tutti gli stati tedeschi (comprese le regioni non tedesche dell'Austria), ma la Prussia avrebbe dovuto accettare un ruolo secondario. Questa controversia, chiamata dualismo, dominò la diplomazia austro-prussiana e la politica degli stati tedeschi a metà del XIX secolo.
Nel 1866 la faida terminò finalmente durante la guerra austro-prussiana, in cui i prussiani sconfissero gli austriaci escludendo così l'Impero austriaco e i tedeschi austriaci dalla Germania. Lo statista prussiano Otto von Bismarck formò la Confederazione Tedesca del Nord, che comprendeva la maggior parte dei restanti stati tedeschi, a parte alcuni nella regione sud-occidentale delle terre abitate dai tedeschi, ed ampliò ulteriormente il potere del Regno di Prussia. Bismarck usò la guerra franco-prussiana (1870-1871) come un modo per convincere gli stati tedeschi del sud-ovest, compreso il Regno di Baviera, a schierarsi con la Prussia contro il Secondo Impero francese. Grazie alla rapida vittoria della Prussia, il dibattito venne risolto e nel 1871 si formò il "Kleindeutsch" (Impero tedesco) basato sulla guida di Bismarck e della Prussia, escludendo l'Austria. Oltre a garantire il dominio prussiano di una Germania unita, l'esclusione dell'Austria assicurò anche che la Germania avrebbe avuto una sostanziale maggioranza protestante.
Il Compromesso austro-ungarico del 1867, l'Ausgleich, prevedeva una doppia sovranità, l'Impero austriaco e il Regno d'Ungheria, sotto Francesco Giuseppe I. Il dominio austro-ungarico di questo variegato impero comprendeva vari gruppi etnici diversi tra cui ungheresi, gruppi etnici slavi come croati, cechi, polacchi, russini, serbi, slovacchi, sloveni e ucraini, nonché italiani e rumeni governati da una minoranza tedesca. L'impero provocò tensioni tra i vari gruppi etnici. Molti pangermanici austriaci mostrarono fedeltà a Bismarck e solo alla Germania, indossavano simboli temporaneamente vietati nelle scuole austriache e sostenevano la dissoluzione dell'impero per consentire all'Austria di ricongiungersi alla Germania, come era stato durante la Confederazione tedesca del 1815-1866. Sebbene molti austriaci sostenessero il pangermanismo, molti altri mostrarono fedeltà alla monarchia asburgica e desideravano che l'Austria rimanesse un paese indipendente.

### Le conseguenze della prima guerra mondiale

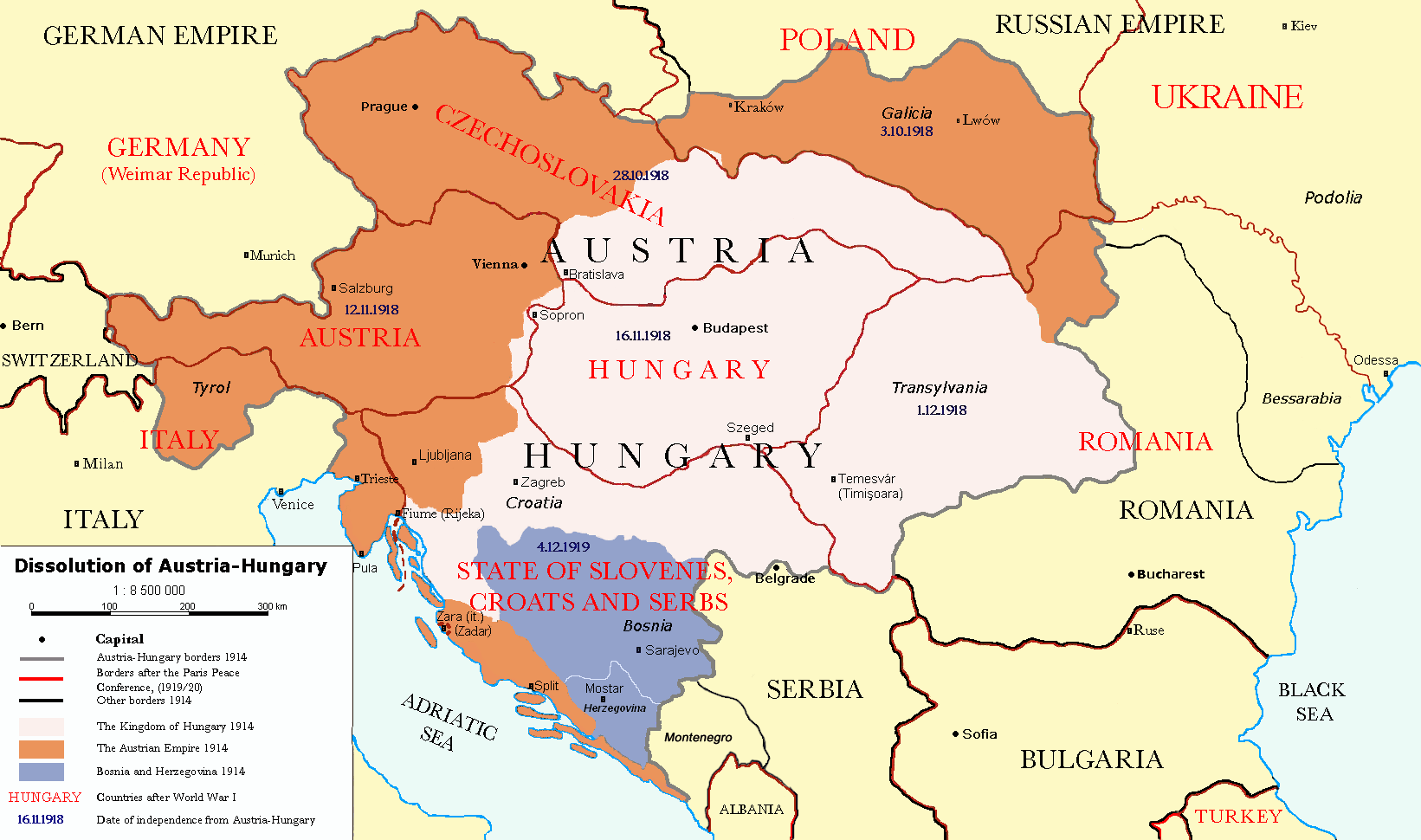
Lo scioglimento dell'Austria-Ungheria nel 1918

Erich Ludendorff scrisse al Ministero federale degli affari esteri il 14 ottobre 1918 circa la possibilità di condurre un Anschluss con le aree tedesche dell'Austria-Ungheria, dato che la sua dissoluzione aveva eliminato il problema delle numerose etnie del Paese. Il segretario Wilhelm Solf si oppose alla proposta, affermando che "avrebbe fornito all'Intesa una giustificazione per chiedere compensazioni territoriali". Durante la conferenza di pace di Parigi i francesi cercarono di vietare un'unione tra Austria e Germania, con il ministro degli Affari Esteri francese Stephen Pichon che affermava che "devono vedere che alla Germania non è data l'opportunità di ricostruire la sua forza utilizzando le popolazioni austriache che rimangono al di fuori della Cecoslovacchia, della Polonia e della Jugoslavia". Venne raggiunto un compromesso e l'articolo 80 del Trattato di Versailles affermava che "la Germania riconosce e rispetterà rigorosamente l'indipendenza dell'Austria, entro i confini che possono essere fissati in un trattato tra quello Stato e le principali potenze alleate e associate ; accetta che questa indipendenza sia inalienabile, salvo il consenso del Consiglio della Società delle Nazioni."
L'opinione d'élite e popolare della Repubblica dell'Austria tedesca dopo il 1918 favorì largamente una sorta di unione con la Germania. Un'assemblea nazionale provvisoria austriaca redasse una costituzione provvisoria che affermava che "l'Austria tedesca è una repubblica democratica" (articolo 1) e "l'Austria tedesca è una componente della Repubblica tedesca" (articolo 2). Successivi plebisciti nelle province di confine tedesche del Tirolo e Salisburgo produssero maggioranze del 98% e del 99% a favore di un'unificazione con la Repubblica di Weimar. Vennero quindi proibiti ulteriori plebisciti. Tuttavia, Erich Bielka osserva che i plebisciti vennero viziati da brogli elettorali e manipolazione degli elettori, e quindi non riflettevano l'opinione generale austriaca in quel momento:
All'indomani del divieto di un Anschluss, i tedeschi sia in Austria che in Germania sottolinearono una contraddizione nel principio nazionale dell'autodeterminazione perché i trattati non concedevano l'autodeterminazione ai tedeschi (come gli tedeschi austriaci ed i tedeschi dei Sudeti) al di fuori del Reich tedesco. Hugo Preuss, l'estensore della Costituzione di Weimar tedesca, criticò gli sforzi per prevenire un Anschluss; vedeva il divieto come una contraddizione del principio wilsoniano di autodeterminazione dei popoli.
Le costituzioni della Repubblica di Weimar e della Prima Repubblica austriaca includevano entrambe l'obiettivo politico dell'unificazione, ampiamente sostenuto dai partiti. All'inizio degli anni '30, il governo austriaco guardò ad una possibile unione doganale con la Repubblica tedesca nel 1931. Tuttavia, alla fine il patriottismo regionale era più forte del sentimento pangermanista. Nell'Impero austriaco, ogni Kronland aveva il proprio governo funzionale e godeva di una discreta autonomia da Vienna, con "ciascuno che guardava invece alla propria capitale". Secondo Jody Manning, l'idea dell'unificazione con la Germania non era molto popolare tra la popolazione austriaca nel 1919, il che è uno dei motivi per cui non si tenne alcun referendum nazionale, anche prima che fosse proibito dall'Intesa:
I francesi tentarono di impedire un Anschluss incorporando l'Austria in una Confederazione danubiana nel 1927. Il ministro degli Affari Esteri tedesco Gustav Stresemann si oppose, poiché lo vedeva come un tentativo di riformare l'impero austro-ungarico, e si offrì di formare un'unione doganale con l'Austria. Tuttavia, il cancelliere austriaco Ignaz Seipel, un oppositore dell'Anschluss, rifiutò l'offerta. Seipel venne sostituito nel 1929 da Johann Schober, che perseguì una politica filo-tedesca e tentò di formare un'unione doganale. Tuttavia, una crisi politica portò Schober a perdere il potere e Seipel tornò al governo come ministro degli Affari Esteri. I negoziati vennero ripresi dopo che Otto Ender divenne cancelliere e vennero finalizzati con il ministro degli Esteri tedesco Julius Curtius il 5 marzo 1931, prima di essere approvati dalla Germania il 18 marzo. La Francia si oppose all'unione doganale, affermando che violava l'articolo ottantotto del Trattato di Saint-Germain-en-Laye.

### La Germania nazista e l'Austria
Quando i nazisti, guidati da Adolf Hitler, salirono al potere nella Repubblica di Weimar, il governo austriaco si ritirò dai legami economici. Come la Germania, l'Austria sperimentò la turbolenza economica che fu il risultato della Grande depressione, con un alto tasso di disoccupazione e un commercio e un'industria instabili. Durante gli anni '20 era un obiettivo per il capitale di investimento tedesco. Nel 1937, il rapido riarmo tedesco aumentò l'interesse di Berlino per l'annessione dell'Austria, ricca di materie prime e manodopera. Forniva alla Germania magnesio e i prodotti dell'industria siderurgica, tessile e meccanica. Aveva riserve in oro e valuta estera, molti lavoratori qualificati disoccupati, centinaia di fabbriche inattive e grandi potenziali risorse idroelettriche.

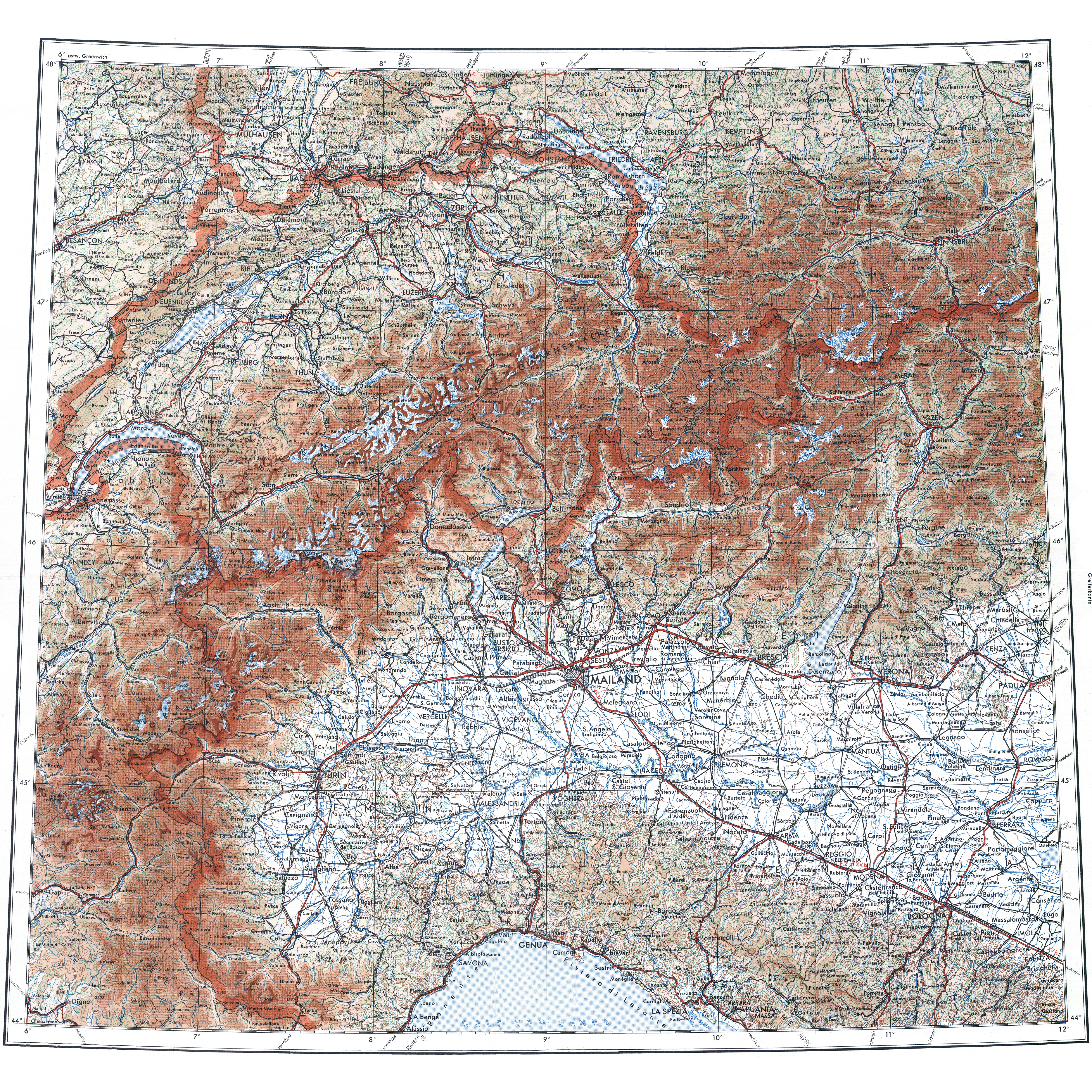
Mappa militare tedesca durante la seconda guerra mondiale, senza confine tra Germania ed Austria (in alto a destra; mostra anche l'Alsazia come parte della Germania perché era incorporata direttamente nel Reich)

Hitler, un tedesco austriaco di nascita, raccolse le sue idee nazionaliste tedesche in giovane età. Mentre s'infiltrava nel Partito Tedesco dei Lavoratori (DAP), Hitler venne coinvolto in un'accesa discussione politica con un visitatore, un professore Baumann, che proponeva che la Baviera si staccasse dalla Prussia e trovasse una nuova nazione della Germania meridionale con l'Austria. Attaccando con veemenza le argomentazioni dell'uomo, fece impressione sugli altri membri del partito con le sue capacità oratorie e, secondo Hitler, il "professore" lasciò l'aula riconoscendo inequivocabilmente la sconfitta. Impressionato da Hitler, Anton Drexler lo invitò ad unirsi al DAP. Hitler accettò il 12 settembre 1919, diventando il 55° membro del partito. Dopo essere diventato leader del DAP, Hitler si rivolse a una folla il 24 febbraio 1920 e, nel tentativo di fare appello a parti più ampie della popolazione tedesca, il DAP venne ribattezzato Partito Nazionalsocialista Tedesco dei Lavoratori (NSDAP).
Come primo punto, il Programma nazionalsocialista del 1920 affermava: "Chiediamo l'unificazione di tutti i tedeschi nella Grande Germania sulla base del diritto del popolo all'autodeterminazione". Hitler sostenne in un saggio del 1921 che il Reich tedesco aveva un unico compito: "incorporare i dieci milioni di austro-tedeschi nell'Impero e detronizzare gli Asburgo, la dinastia più miserabile che abbia mai regnato". I nazisti miravano a riunire tutti i tedeschi che erano nati nel Reich o vivevano al di fuori di esso per creare un "Reich tedesco". Hitler scrisse nel Mein Kampf (1925) che avrebbe creato un'unione tra il suo paese natale, l'Austria e la Germania, con ogni mezzo possibile.
La Prima Repubblica austriaca fu dominata dalla fine degli anni '20 dal Partito Sociale Cristiano (CS), le cui politiche economiche erano basate sull'enciclica papale Rerum novarum. La Prima Repubblica si disintegrò gradualmente nel 1933, quando il parlamento venne sciolto e il potere venne accentrato nell'ufficio del cancelliere, che aveva il potere di governare per decreto. I partiti rivali, inclusi i nazionalsocialisti austriaci, vennero banditi e il governo si evolse in un governo monopartitico corporativista che unì il CS e il movimento paramilitare Heimwehr. Controllava i rapporti di lavoro e la stampa. (Vedi Austrofascismo e Fronte Patriottico). Il nuovo regime enfatizzò gli elementi cattolici dell'identità nazionale austriaca e si oppose tenacemente all'unione con la Germania nazista.
Engelbert Dollfuss e il suo successore, Kurt Schuschnigg, si rivolsero all'Italia fascista di Benito Mussolini per ispirazione e sostegno. Mussolini sostenne l'indipendenza dell'Austria, in gran parte a causa della sua preoccupazione che Hitler alla fine avrebbe premuto per il ritorno dei territori italiani che un tempo erano stati governati dall'Austria. Tuttavia, Mussolini aveva bisogno del sostegno tedesco in Etiopia (vedi guerra d'Etiopia). Dopo aver ricevuto l'assicurazione personale di Hitler che la Germania non avrebbe chiesto concessioni territoriali all'Italia, Mussolini strinse un rapporto cliente con Berlino che iniziò con la formazione dell'Asse Berlino-Roma nel 1937.

### La svolta autoritaria in Austria

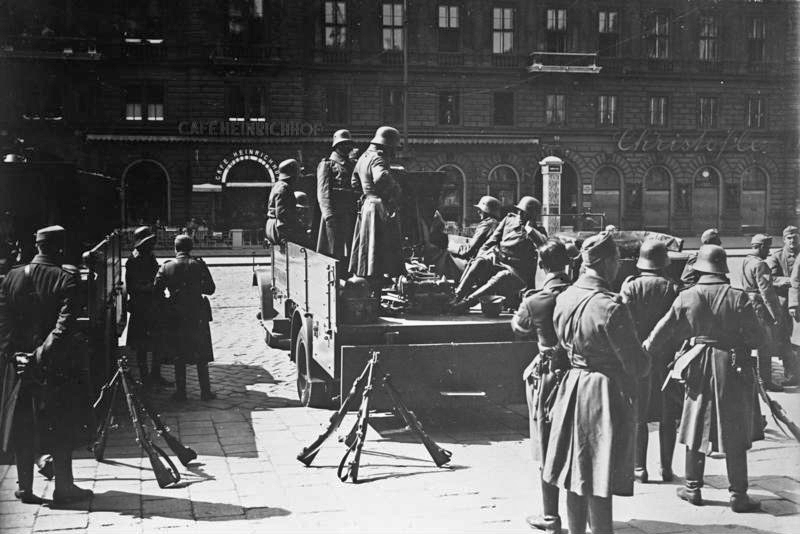
Soldati dell'esercito federale austriaco a Vienna, 12 febbraio 1934.

Il Partito nazista austriaco non riuscì a conquistare alcun seggio alle elezioni generali del novembre 1930, ma la sua popolarità crebbe in Austria dopo che Hitler salì al potere in Germania. Anche l'idea che il paese si unisse alla Germania crebbe in popolarità, grazie in parte a una campagna di propaganda nazista che utilizzava slogan come Ein Volk, ein Reich, ein Führer ("Un popolo, Un impero, un leader") per cercare di convincere gli austriaci a sostenere un Anschluss al Reich tedesco. L'Anschluss avrebbe potuto verificarsi per processo democratico se i nazisti austriaci non avessero iniziato una campagna terroristica. Secondo John Gunther nel 1936, "nel 1932 l'Austria era probabilmente all'ottanta per cento filo-Anschluss".
Quando la Germania permise ai residenti in Austria di votare il 5 marzo 1933, tre treni speciali, barche e camion portarono una tale massa a Passavia che le SS organizzarono un cerimoniale di benvenuto. Gunther scrisse che alla fine del 1933 l'opinione pubblica austriaca sull'annessione tedesca era contraria per almeno il 60%. Il 25 luglio 1934, Dollfuss venne assassinato dai nazisti austriaci in un fallito colpo di stato. Successivamente, i principali nazisti austriaci fuggirono in Germania, ma da lì continuarono a spingere per l'unificazione. I restanti nazisti austriaci continuarono gli attacchi terroristici contro le istituzioni governative austriache, causando un bilancio delle vittime di oltre 800 persone tra il 1934 e il 1938.
Il successore di Dollfuss fu Kurt Schuschnigg, che seguì un corso politico simile al suo predecessore. Nel 1935 Schuschnigg usò la polizia per sopprimere i sostenitori nazisti. Le azioni della polizia sotto Schuschnigg includevano la raccolta di nazisti (e socialdemocratici) e la loro detenzione in campi d'internamento. L'austrofascismo dell'Austria tra il 1934 e il 1938 si concentrò sulla storia dell'Austria e si oppose all'assorbimento dell'Austria nella Germania nazista (secondo la filosofia cui gli austriaci erano "tedeschi superiori"). Schuschnigg definì l'Austria il "miglior stato tedesco", ma lottò per mantenere l'Austria indipendente.
Nel tentativo di tranquillizzare Schuschnigg, Hitler pronunciò un discorso al Reichstag e disse: "La Germania non intende né desidera interferire negli affari interni dell'Austria, annettere l'Austria o concludere un Anschluss."
Nel 1936 il danno arrecato all'Austria dal boicottaggio tedesco era troppo grande. Quell'estate Schuschnigg disse a Mussolini che il suo paese doveva mettersi d'accordo con la Germania. L'11 luglio 1936 firmò un accordo con l'ambasciatore tedesco Franz von Papen, in cui Schuschnigg accettò il rilascio dei nazisti imprigionati in Austria e la Germania promise di rispettare la sovranità austriaca. Secondo i termini del trattato austro-tedesco, l'Austria si dichiarò uno "Stato tedesco" che avrebbe sempre seguito la guida della Germania in politica estera, e ai membri dell'"Opposizione nazionale" venne permesso di entrare nel gabinetto, in cambio per cui i nazisti austriaci promisero di cessare i loro attacchi terroristici contro il governo. Ciò non soddisfò Hitler ed i nazisti austriaci filo-tedeschi si rafforzarono.

Nel settembre 1936, Hitler lanciò il Piano quadriennale, che richiedeva un drammatico aumento delle spese militari e di rendere la Germania il più autarchica possibile, con l'obiettivo di avere il Reich pronto a combattere una guerra mondiale entro il 1940. Il piano quadriennale richiedeva enormi investimenti nelle acciaierie Reichswerke, un programma per lo sviluppo di petrolio sintetico che ben presto andò oltre il budget e programmi per produrre più prodotti chimici e alluminio; il piano richiedeva una politica di sostituzione delle importazioni e di razionalizzazione dell'industria per raggiungere i suoi obiettivi che fallirono completamente. Mentre il piano quadriennale calava sempre più indietro rispetto ai suoi obiettivi, Hermann Göring, il capo dell'ufficio del Piano quadriennale, iniziò a premere per un Anschluss come modo per garantire il ferro e altre materie prime dell'Austria come soluzione ai problemi con il Piano quadriennale. Lo storico britannico Sir Ian Kershaw scrisse:
[...] soprattutto fu Hermann Göring, in quel momento vicino all'apice del suo potere, che molto più di Hitler, per tutto il 1937 fece la corsa e spinse al massimo per una rapida e radicale soluzione della "questione austriaca". Göring non operava semplicemente come agente di Hitler in questioni relative alla "questione austriaca". Il suo approccio differiva nell'enfasi per aspetti significativi. [...] Ma le ampie nozioni di politica estera di Göring, che spinse in larga misura di sua iniziativa a metà degli anni '30, attingevano maggiormente ai tradizionali concetti pangermanici di politica della potenza nazionalista per raggiungere l'egemonia in Europa che sul dogmatismo razziale centrale nell'ideologia di Hitler.
Göring era molto più interessato al ritorno delle ex colonie tedesche in Africa di Hitler, che credette fino al 1939 nella possibilità di un'alleanza anglo-tedesca (un'idea che Hitler aveva abbandonato alla fine del 1937), e voleva tutta l'Europa orientale nella sfera di influenza economica tedesca. Göring non condivideva l'interesse di Hitler per il Lebensraum ("spazio vitale") perché per lui era sufficiente avere l'Europa orientale nella sfera di influenza economica tedesca. In questo contesto, l'annessione dell'Austria alla Germania era la chiave per portare l'Europa orientale nell'auspicato Grossraumwirtschaft di Göring ("maggiore spazio economico").
Di fronte ai problemi del Piano quadriennale, Göring era diventato la voce più forte in Germania, chiedendo un Anschluss, anche a rischio di perdere un'alleanza con l'Italia. Nell'aprile 1937, in un discorso segreto davanti a un gruppo di industriali tedeschi, Göring affermò che l'unica soluzione ai problemi legati al raggiungimento degli obiettivi di produzione di acciaio stabiliti dal Piano quadriennale era l'annessione dell'Austria, che Göring notava era ricca di ferro. Göring non fornì una data per l'Anschluss, ma dato che gli obiettivi del piano quadriennale dovevano essere tutti raggiunti entro settembre 1940 e gli attuali problemi con il raggiungimento degli obiettivi di produzione dell'acciaio, suggerì che voleva un Anschluss in un futuro molto prossimo.

## La fine dell'indipendenza dell'Austria

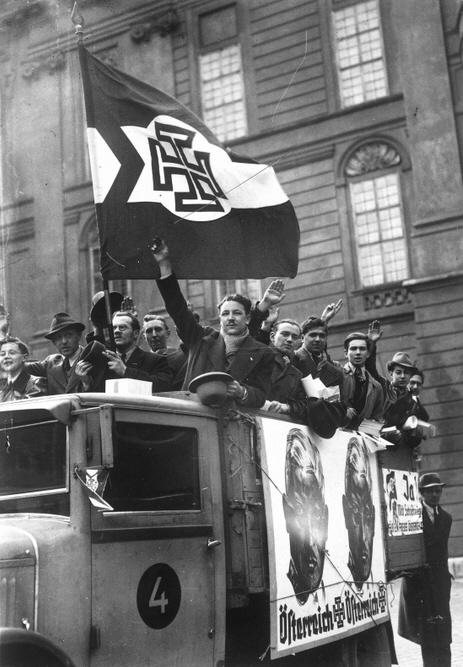
I sostenitori della campagna di Schuschnigg per l'indipendenza dell'Austria nel marzo 1938, poco prima dell'Anschluss.

Hitler disse a Goebbels nella tarda estate del 1937 che alla fine l'Austria avrebbe dovuto essere presa "con la forza". Il 5 novembre 1937, Hitler convocò un incontro con il ministro degli esteri Konstantin von Neurath, il feldmaresciallo ministro della guerra Werner von Blomberg, il comandante dell'esercito generale Werner von Fritsch, il comandante della Kriegsmarine ammiraglio Erich Raeder ed il comandante della Luftwaffe Hermann Göring registrato nel memorandum di Hossbach. Alla conferenza, Hitler affermò che i problemi economici stavano facendo rimanere indietro la Germania nella corsa agli armamenti con Gran Bretagna e Francia e che l'unica soluzione era lanciare nel futuro successivo una serie di guerre per impadronirsi dell'Austria e della Cecoslovacchia, le cui economie sarebbero state saccheggiate per dare alla Germania la leadership nella corsa agli armamenti. All'inizio del 1938, Hitler stava seriamente considerando di sostituire Papen come ambasciatore in Austria con il colonnello Hermann Kriebel, il console tedesco a Shanghai o con Albert Forster, il Gauleiter di Danzica. Significativamente, né Kriebel né Forster erano diplomatici professionisti, con Kriebel che era uno dei leader del putsch di Monaco che era stato nominato console a Shanghai per facilitare il suo lavoro come trafficante d'armi in Cina, mentre Forster era un Gauleiter che aveva dimostrato di poter andare d'accordo con i polacchi nella sua posizione nella Città libera di Danzica; entrambi erano nazisti che avevano mostrato una certa abilità diplomatica. Il 25 gennaio 1938, la polizia austriaca fece irruzione nella sede viennese del partito nazista austriaco, arrestando il Gauleiter Leopold Tavs, vice del capitano Josef Leopold, scoprendo un deposito di armi e piani per un putsch.
A seguito della crescente violenza e delle richieste di Hitler che l'Austria accettasse un'unione, Schuschnigg incontrò Hitler a Berchtesgaden il 12 febbraio 1938, nel tentativo di evitare la conquista dell'Austria. Hitler presentò a Schuschnigg una serie di richieste che includevano la nomina di simpatizzanti nazisti a posizioni di potere nel governo. La nomina chiave fu quella di Arthur Seyss-Inquart a ministro della pubblica sicurezza, con il pieno ed illimitato controllo della polizia. In cambio Hitler avrebbe riaffermato pubblicamente il trattato dell'11 luglio 1936 e ribadito il suo sostegno alla sovranità nazionale dell'Austria. Vessato e minacciato da Hitler, Schuschnigg accettò queste richieste e le mise in atto.
Seyss-Inquart era un sostenitore di lunga data dei nazisti che cercavano l'unione di tutti i tedeschi in un unico stato. Leopold sosteneva che fosse un moderato che aveva favorito un approccio evolutivo all'unione. Si oppose alle tattiche violente dei nazisti austriaci, cooperò con gruppi cattolici e volle preservare una misura dell'identità austriaca all'interno della Germania nazista.
Il 20 febbraio Hitler tenne un discorso davanti al Reichstag che venne trasmesso in diretta e che per la prima volta venne trasmesso anche dalla rete radiofonica austriaca. Una frase chiave del discorso rivolto ai tedeschi che vivevano in Austria e Cecoslovacchia era: "Il Reich tedesco non è più disposto a tollerare la soppressione di dieci milioni di tedeschi oltre i suoi confini."

### L'annuncio del referendum
Il 3 marzo 1938, i socialisti austriaci si offrirono di sostenere il governo di Schuschnigg in cambio di concessioni politiche, come la legalizzazione della stampa socialista, la restituzione dei fondi confiscati e "la revoca del divieto di indossare distintivi socialdemocratici, mostrare bandiere e stendardi socialdemocratici e cantare canzoni socialdemocratiche." Schuschnigg accettò queste richieste e venne sostenuto dal fronte unito di socialisti e comunisti, nonché dall'Heimwehr, dai gruppi monarchici e dalla maggioranza della polizia austriaca. I socialdemocratici, inoltre, si dichiararono pronti a sostenere Schuschnigg in caso di plebiscito, a condizione che subito dopo tale plebiscito s'iniziasse una trattativa definitiva per includerli nel governo. Questo supporto portò Schuschnigg ad annunciare il referendum.
Il 9 marzo 1938, di fronte alle rivolte del piccolo, ma virulento, partito nazista austriaco e alle richieste tedesche in continua espansione nei confronti dell'Austria, il cancelliere Kurt Schuschnigg indisse un referendum (plebiscito) sulla questione, che si sarebbe tenuto il 13 marzo. Infuriato, l'11 marzo, Adolf Hitler minacciò l'invasione dell'Austria e chiese le dimissioni del cancelliere von Schuschnigg e la nomina del nazista Arthur Seyss-Inquart come suo sostituto. Il piano di Hitler prevedeva che Seyss-Inquart chiamasse immediatamente le truppe tedesche a correre in aiuto dell'Austria, ristabilendo l'ordine e dando all'invasione un'aria di legittimità. Di fronte a questa minaccia, Schuschnigg informò Seyss-Inquart che il plebiscito sarebbe stato annullato.
Per assicurarsi un'ampia maggioranza al referendum, Schuschnigg smantellò lo stato monopartitico. Accettò di legalizzare i socialdemocratici ed i loro sindacati in cambio del loro sostegno al referendum. Stabilì anche l'età minima per votare a 24 anni, per escludere gli elettori più giovani poiché il movimento nazista era più popolare tra i giovani. Al contrario, Hitler aveva abbassato l'età per votare per le elezioni tedesche tenute sotto il dominio nazista, in gran parte per compensare la rimozione di ebrei e di altre minoranze etniche dall'elettorato tedesco in seguito all'emanazione delle leggi di Norimberga nel 1935.
Il piano andò storto quando divenne evidente che Hitler non sarebbe rimasto a guardare mentre l'Austria dichiarava la sua indipendenza con voto pubblico. Hitler dichiarò che il referendum sarebbe stato soggetto a gravi frodi e che la Germania non l'avrebbe mai accettato. Inoltre, il Ministero della Propaganda tedesco rilasciò alla stampa rapporti secondo cui in Austria erano scoppiati disordini e che gran parte della popolazione austriaca chiedeva alle truppe tedesche di ristabilire l'ordine. Schuschnigg rispose immediatamente che i rapporti sui disordini erano falsi.

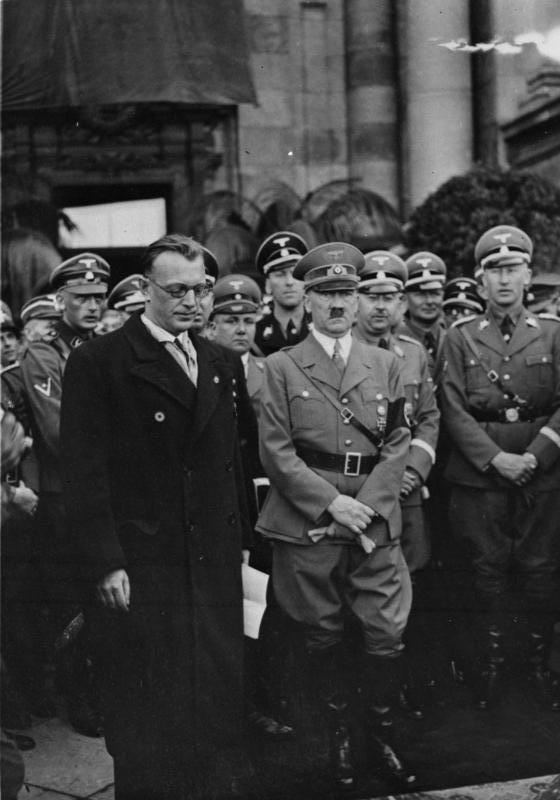
Seyss-Inquart e Hitler con Himmler ed Heydrich a destra Vienna, marzo 1938

Hitler inviò un ultimatum a Schuschnigg l'11 marzo, chiedendogli di cedere tutto il potere ai nazisti austriaci o di affrontare un'invasione. L'ultimatum doveva scadere a mezzogiorno, ma venne prorogato di due ore. Senza attendere risposta, Hitler aveva già firmato l'ordine di inviare truppe in Austria all'1.00. Tuttavia, il Führer tedesco sottovalutò la sua opposizione.
Come ha osservato il giornalista vincitore del premio Pulitzer Edgar Ansel Mowrer, in un reportage da Parigi per CBS News: "Non c'è nessuno in tutta la Francia che non creda che Hitler abbia invaso l'Austria per non tenere un vero plebiscito, ma per evitare che il plebiscito pianificato da Schuschnigg dimostrasse al mondo intero quanto poco il nazionalsocialismo avesse realmente avuto su quel piccolo paese".
Schuschnigg cercò disperatamente sostegno per l'indipendenza austriaca nelle ore successive all'ultimatum. Rendendosi conto che né la Francia né la Gran Bretagna erano disposte a offrire assistenza, Schuschnigg si dimise la sera dell'11 marzo, ma il presidente Wilhelm Miklas rifiutò di nominare Seyss-Inquart cancelliere. Alle 20:45, Hitler, stanco di aspettare, ordinò che l'invasione iniziasse comunque all'alba del 12 marzo. Verso le 22:00 venne inviato un falso telegramma a nome di Seyss-Inquart che chiedeva l'arrivo di truppe tedesche, poiché non era ancora cancelliere e non poteva farlo lui stesso. Seyss-Inquart non venne insediato come cancelliere fino a dopo mezzanotte, quando Miklas si rassegnò all'inevitabile. Nella trasmissione radiofonica in cui Schuschnigg annunciava le sue dimissioni, sostenne di aver accettato i cambiamenti e permise ai nazisti di assumere il governo "per evitare lo spargimento di sangue fraterno [Bruderblut]'. Seyss-Inquart venne nominato cancelliere dopo la mezzanotte del 12 marzo.
Si dice che dopo aver ascoltato la Settima sinfonia di Bruckner, Hitler abbia gridato: "Come si può dire che l'Austria non è tedesca! C'è qualcosa di più tedesco della nostra vecchia pura austriacità?"

### La marcia delle truppe tedesche in Austria

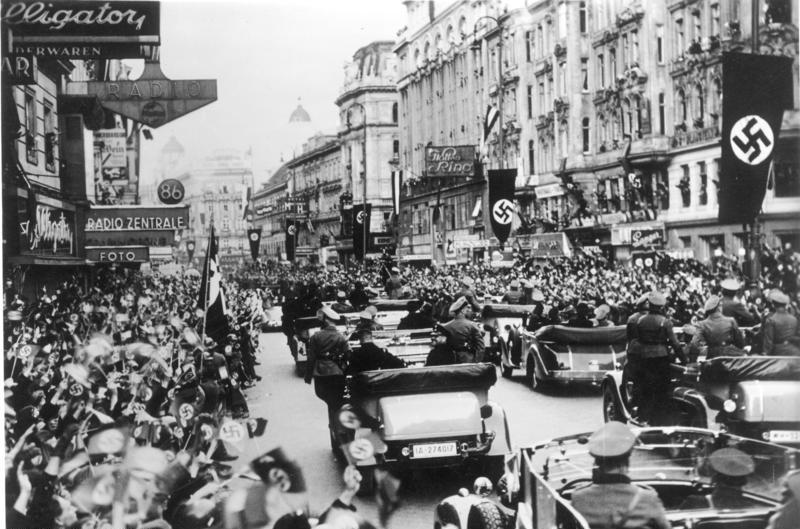
Folle acclamanti salutano i nazisti a Vienna.

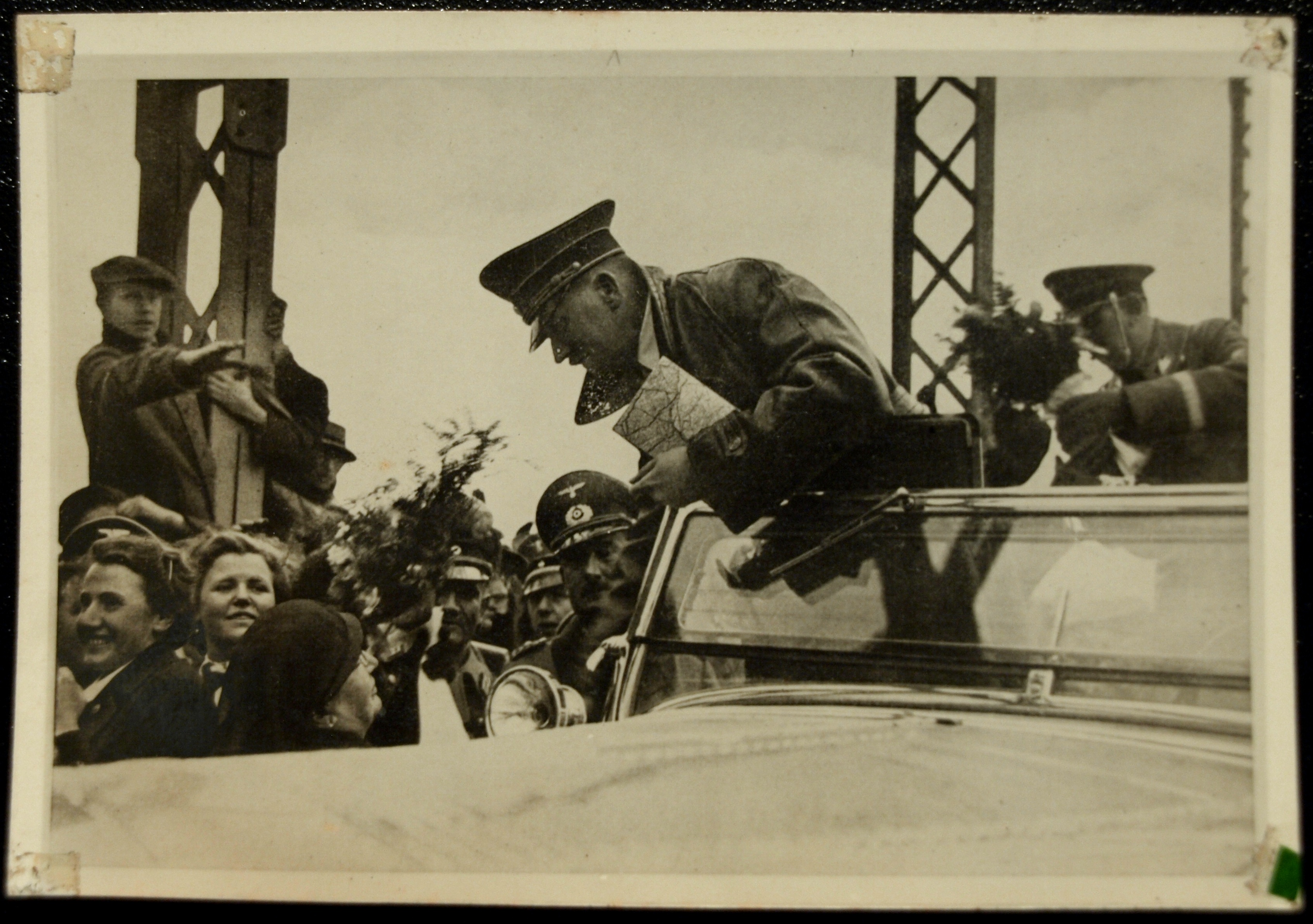
Hitler attraversa il confine con l'Austria nel marzo 1938.

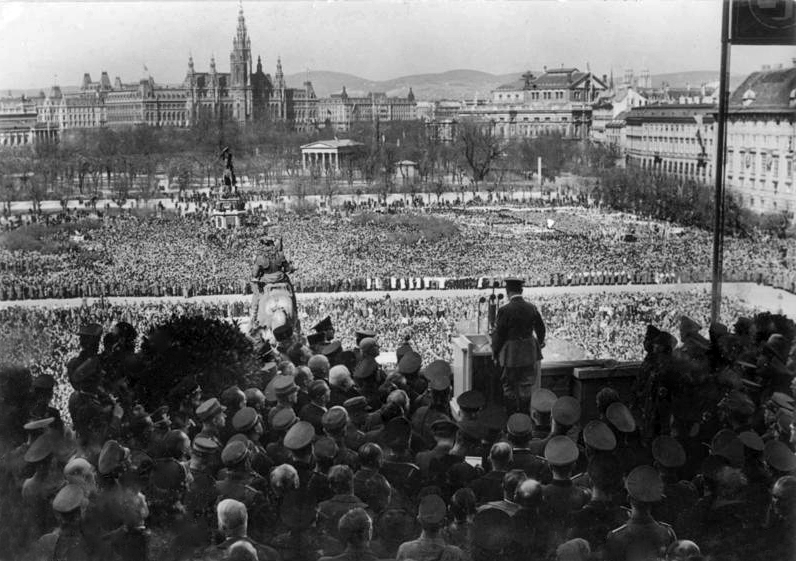
Hitler annuncia l'Anschluss nella Heldenplatz, Vienna, 15 marzo 1938.

La mattina del 12 marzo 1938, l'8ª Armata della Wehrmacht tedesca attraversò il confine con l'Austria. Le truppe vennero accolte da austriaci esultanti con saluti nazisti, bandiere naziste e fiori. Per la Wehrmacht, l'invasione fu la prima grande prova della sua macchina. Sebbene le forze d'invasione fossero mal organizzate e il coordinamento tra le unità fosse scarso, poco importava perché il governo austriaco aveva ordinato allo Bundesheer austriaco di non resistere.
Quel pomeriggio, Hitler, a bordo di un'auto, attraversò il confine nella sua città natale, Braunau am Inn, con una guardia del corpo di 4.000 uomini. In serata, arrivò a Linz e venne accolto con entusiasmo. L'entusiasmo mostrato nei confronti di Hitler e dei tedeschi sorprese sia i nazisti che i non nazisti, poiché la maggior parte delle persone credeva che la maggioranza degli austriaci fosse contraria all'Anschluss. Molti tedeschi sia dall'Austria che dalla Germania accolsero con favore l'Anschluss, poiché lo vedevano come il completamento della complessa ed attesa unificazione di tutti i tedeschi in un unico stato. Hitler aveva originariamente intenzione di lasciare l'Austria come Stato satellite, con Seyss-Inquart come capo di un governo filo-nazista. Tuttavia, l'accoglienza travolgente gli fece cambiare rotta ed assorbire l'Austria direttamente nel Reich. Il 13 marzo Seyss-Inquart annunciò l'abrogazione dell'articolo 88 del trattato di Saint-Germain, che vietava l'unificazione di Austria e Germania, ed approvò la sostituzione degli Stati austriaci con i Reichsgaue. La presa dell'Austria dimostrò ancora una volta le aggressive ambizioni territoriali di Hitler ed, ancora una volta, l'incapacità degli inglesi e dei francesi di agire contro di lui per aver violato il trattato di Versailles. La loro mancanza di volontà lo incoraggiò verso ulteriori aggressioni.
Il viaggio di Hitler attraverso l'Austria divenne un viaggio trionfale che culminò a Vienna il 15 marzo 1938, quando circa 200.000 austriaci tedeschi esultanti si radunarono intorno alla Heldenplatz (piazza degli Eroi) per ascoltare Hitler dire che "la più antica provincia orientale del popolo tedesco sarà, d'ora in poi, il nuovo baluardo del Reich tedesco", seguito dal suo "più grande risultato" (completare l'annessione dell'Austria per formare un Grande Reich tedesco) dicendo "come leader e cancelliere della nazione tedesca e del Reich, annuncio ora alla storia tedesca l'ingresso della mia patria nel Reich tedesco". Hitler in seguito commentò: "Alcuni giornali stranieri hanno detto che siamo caduti sull'Austria con metodi brutali. Posso solo dire: anche nella morte non possono smettere di mentire. Nel corso della mia lotta politica ho ottenuto molto amore dal mio popolo, ma quando ho attraversato l'ex frontiera (in Austria) mi è venuto incontro un tale flusso d'amore che non ho mai sperimentato. Non siamo venuti come tiranni, ma come liberatori."

### La popolarità dell'Anschluss
Le forze di Hitler soppressero ogni opposizione. Prima che il primo soldato tedesco attraversasse il confine, Heinrich Himmler e alcuni ufficiali delle Schutzstaffel (SS) sbarcarono a Vienna per arrestare importanti rappresentanti della Prima Repubblica, come Richard Schmitz, Leopold Figl, Friedrich Hillegeist e Franz Olah. Durante le poche settimane tra l'Anschluss ed il plebiscito, le autorità radunarono socialdemocratici, comunisti, altri potenziali dissidenti politici ed ebrei austriaci, e l'imprigionarono o li mandarono nei campi di concentramento. Entro pochi giorni dal 12 marzo, 70.000 persone erano state arrestate. La stazione ferroviaria nordoccidentale in disuso di Vienna venne trasformata in un campo di concentramento improvvisato. Lo storico americano Evan Burr Bukey avvertì che il risultato del plebiscito andava preso con "grande cautela". Il plebiscito fu oggetto di propaganda nazista su larga scala e dell'abrogazione del diritto di voto di circa 360.000 persone (8% della popolazione avente diritto al voto), principalmente nemici politici come ex membri di sinistra partiti e cittadini austriaci di origine ebraica o zingara.
Il sostegno degli austriaci all'Anschluss era ambivalente; ma, dal momento che il leader del Partito Socialdemocratico d'Austria Karl Renner ed il più alto rappresentante della chiesa cattolica romana in Austria, il cardinale Theodor Innitzer, avevano entrambi approvato l'Anschluss, si poteva contare sul fatto che i due terzi degli austriaci avrebbero votato a favore. Cosa significasse il risultato del plebiscito per gli austriaci sarà sempre oggetto di speculazione. Tuttavia, gli storici generalmente concordano sul fatto che non può essere spiegato esclusivamente semplicemente con l'opportunismo o il desiderio della socioeconomia e che rappresentava il genuino sentimento nazionalista tedesco in Austria durante il periodo interbellico. Inoltre, il generale consenso antisemita in Austria significava che un numero considerevole di austriaci era più che pronto ad "adempiere al proprio dovere" nel "Grande Reich tedesco". Quanti austriaci a porte chiuse fossero contro l'Anschluss rimane sconosciuto, ma non venne mai vista una sola "faccia infelice" di un austriaco in pubblico quando i tedeschi marciarono in Austria. Secondo alcuni rapporti della Gestapo, solo da un quarto a un terzo degli elettori austriaci a Vienna erano a favore dell'Anschluss. Nella maggior parte delle aree rurali, specialmente in Tirolo, il sostegno all'Anschluss era ancora più basso. Secondo Evan Burr Bukey, più di un terzo degli austriaci non sostenne mai pienamente il nazismo durante l'esistenza della Germania nazista. Secondo le stime del governo austriaco, con l'età di voto a 24 anni, circa il 70% degli austriaci avrebbe votato per preservare l'indipendenza austriaca. Si stima che circa un quarto della popolazione austriaca sostenesse il NSDAP.
I nazisti appena insediati, entro due giorni, trasferirono il potere alla Germania e le truppe della Wehrmacht entrarono in Austria per far rispettare l'Anschluss. I nazisti tennero un plebiscito controllato (Volksabstimmung) in tutto il Reich entro il mese successivo, chiedendo al popolo di ratificare il "fatto compiuto", e affermando che il 99,7561% dei voti espressi in Austria erano a favore.
Sebbene gli Alleati fossero impegnati a sostenere i termini del trattato di Versailles e quello di St. Germain, che proibiva specificamente l'unione di Austria e Germania, la loro reazione fu solo verbale e moderata. Non ebbe luogo nessuno scontro militare e anche le voci più forti contro l'annessione, in particolare l'Italia fascista, la Francia e la Gran Bretagna (il "Fronte di Stresa") rimasero in pace. La protesta verbale più forte venne espressa dal governo del Messico.

### La persecuzione degli ebrei

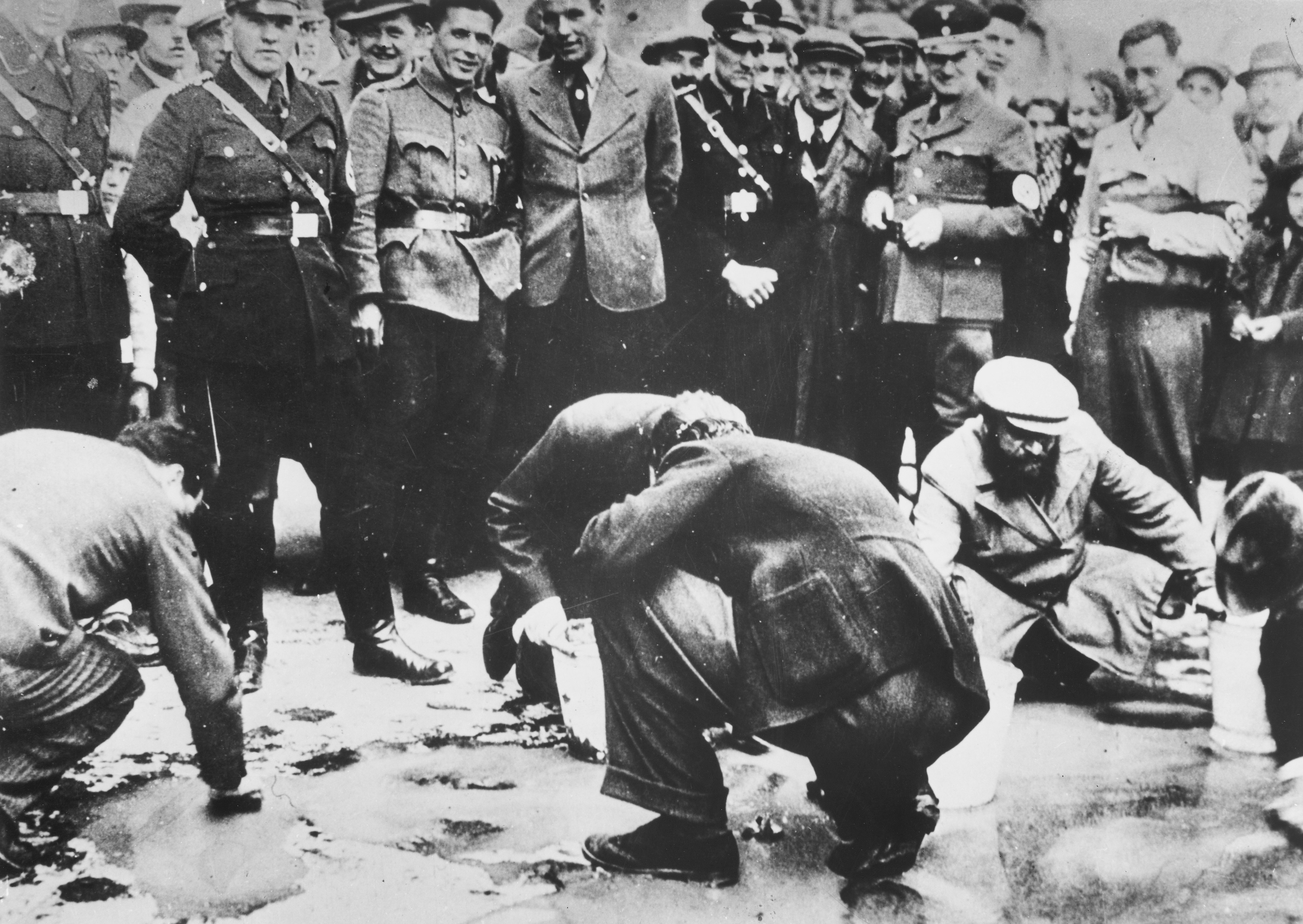
Immediatamente dopo l'Anschluss, gli ebrei di Vienna vennero costretti a lavare gli slogan a favore dell'indipendenza (Reibpartie) dai marciapiedi della città.

Subito dopo l'Anschluss iniziò la campagna contro gli ebrei. Vennero guidati per le strade di Vienna, le loro case ed i loro negozi vennero saccheggiati. Uomini e donne ebrei vennero costretti a lavare via gli slogan indipendentisti dipinti per le strade di Vienna prima del fallito plebiscito del 13 marzo. Le attrici ebree del Theater in der Josefstadt vennero costrette a pulire i bagni dalle SA. Il processo di arianizzazione iniziò e gli ebrei vennero cacciati dalla vita pubblica in pochi mesi. Questi eventi raggiunsero il culmine nel pogrom della Kristallnacht del 9-10 novembre 1938. Tutte le sinagoghe e le case di preghiera di Vienna vennero distrutte, così come in altre città austriache come Salisburgo. Lo Stadttempel fu l'unico sopravvissuto, grazie alla sua posizione in un quartiere residenziale che ne impedì l'incendio. La maggior parte dei negozi ebrei vennero saccheggiati e chiusi. Oltre 6.000 ebrei vennero arrestati durante la notte, la maggioranza deportata nel campo di concentramento di Dachau nei giorni seguenti. Le Leggi di Norimberga si applicarono in Austria dal maggio 1938, successivamente rinforzate con innumerevoli decreti antisemiti. Gli ebrei vennero gradualmente derubati delle loro libertà, esclusi da quasi tutte le professioni, esclusi da scuole e università e costretti ad indossare il distintivo giallo dal settembre 1941.
I nazisti sciolsero organizzazioni ed istituzioni ebraiche, sperando di costringere gli ebrei ad emigrare. I loro piani ebbero successo: alla fine del 1941, 130.000 ebrei avevano lasciato Vienna, 30.000 dei quali andarono negli Stati Uniti. Lasciarono tutte le loro proprietà, ma vennero costretti a pagare la tassa di volo del Reich, una tassa su tutti gli emigrati dalla Germania nazista; alcuni ricevettero sostegno finanziario da organizzazioni umanitarie internazionali in modo da poter pagare questa tassa. La maggior parte degli ebrei che erano rimasti a Vienna alla fine divennero vittime dell'Olocausto. Degli oltre 65.000 ebrei viennesi che vennero deportati nei campi di concentramento, meno di 2.000 sopravvissero.

## Il plebiscito successivo all'Anschluss

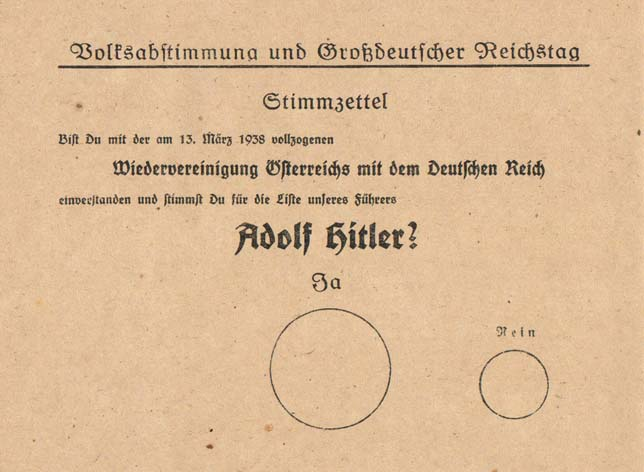
La scheda elettorale, con le sue due caselle di diseguali dimensioni e diversamente centrate rispetto al corpo della scheda.

L'Anschluss ebbe effetto immediato con atto legislativo del 13 marzo, previa ratifica da parte di un plebiscito. L'Austria divenne la provincia dell'Ostmark e Seyss-Inquart venne nominato governatore. Il plebiscito si tenne il 10 aprile e registrò ufficialmente un consenso del 99,7% dei votanti.
Sebbene gli storici concordino sul fatto che i voti fossero stati contati accuratamente, il processo non era né libero né segreto. I funzionari erano presenti direttamente accanto alle cabine elettorali e ricevettero la scheda elettorale a mano (a differenza di un voto segreto in cui la scheda elettorale viene inserita in una scatola chiusa). In alcune zone remote dell'Austria, il 13 marzo la gente votò per preservare l'indipendenza dell'Austria (nel plebiscito pianificato ma annullato di Schuschnigg) nonostante la presenza della Wehrmacht. Ad esempio, nel villaggio di Innervillgraten, una maggioranza del 95% votò per l'indipendenza dell'Austria. Tuttavia, nel plebiscito del 10 aprile, a Innervillgraten il 73,3% dei voti fu a favore dell'Anschluss, che era ancora il numero più basso di tutti i comuni austriaci. In caso di giusto plebiscito, l'Anschluss sarebbe stato sostenuto solo dal 20% della popolazione austriaca.
L'Austria rimase parte della Germania fino alla fine della seconda guerra mondiale. Un governo provvisorio nell'Austria occupata dagli Alleati dichiarò l'Anschluss "null und nichtig" (nullo) il 27 aprile 1945. D'ora in poi, l'Austria venne riconosciuta come un paese separato, sebbene rimase divisa in zone occupate e controllata dalla Commissione alleata fino al 1955, quando il trattato di Stato austriaco ne ripristinò la sovranità.

## L'Anschluss nella politica estera italiana

### L'Italia liberale e la sicurezza del confine nord-orientale
Uscita vincitrice dalla prima guerra mondiale, l'Italia aveva ottenuto la sicurezza della frontiera nord-orientale con il trattato di St. Germain-en-Laye (1919), che definiva il destino dell'Impero austro-ungarico. L'annessione del Trentino-Alto Adige fino al passo del Brennero garantiva la sicurezza della Pianura Padana, fino ad allora messa in serio pericolo dal cuneo austro-ungarico, che permetteva alle truppe austriache di calare fino alle fortezze del Quadrilatero, coperte dal lago di Garda. La “chiusura delle porte di casa”, obiettivo primario ricercato dall'Italia nella partecipazione alla guerra nelle file dell'Intesa, si completava con l'acquisizione della Carniola occidentale con Gorizia, Trieste, l'Istria fino alle Alpi Giulie.
Il trattato di St. Germain en Laye, all'articolo 88, sanciva il divieto per la nuova Repubblica d'Austria di procedere all'Anschluss. L'Italia, in questo frangente, agiva di concerto con la Francia, la quale, nel tentativo di neutralizzare il potenziale economico-militare tedesco, oltre a richiedere ingenti somme di riparazioni, fece imporre dalla conferenza di pace di Parigi nel trattato di Versailles il divieto di Anschluss per la Germania.
In Austria il sentimento popolare era profondamente diviso, così come sembravano indicare ragioni di ordine economico, essendo la nuova repubblica austriaca ridotta ad una piccola entità di 84 000 km² e di 6 500 000 abitanti. Indicativo di forti sentimenti a favore dell'annessione era il fatto che già il 12 novembre 1918 la Repubblica d'Austria appena proclamata si definisse come “facente parte del Reich tedesco”, tuttavia era presente anche una cospicua porzione dell'opinione pubblica a favore del mantenimento dell'autonomia. L'impossibilità di determinare con certezza quale fosse il partito di maggioranza determinò probabilmente l'ostilità di Hitler allo svolgimento del plebiscito proposto dal cancelliere Schuschnigg.
Il divieto di Anschluss imposto da Francia e Italia costituiva uno dei molti controsensi del principio di nazionalità, che dominava la sistemazione territoriale europea voluta dal presidente statunitense Woodrow Wilson; l'opposizione franco-italiana si manifestò nuovamente nel 1922, allorquando in maggio il nuovo cancelliere mons. Ignaz Seipel, nell'intento di rendere più vitale l'economia austriaca, si indirizzò verso i governi europei per ottenere prestiti e impegni finanziari. La Francia, la cui situazione economica in quel momento era la migliore tra le potenze europee, acconsentì a tale prestito, ma impose a Seipel di firmare i protocolli di Ginevra del settembre 1922, con i quali si riaffermava la volontà d'indipendenza dell'Austria.

### Il problema austriaco dopo l'avvento del fascismo
Anche dopo l'avvento del fascismo nell'ottobre del 1922 la politica estera italiana non discostò dall'impostazione cui essa si ispira in età liberale. In particolare, per quel che concerne l'Austria e la Germania, Benito Mussolini apparve come il più strenuo difensore dell'antirevisionismo, così consigliato dalla macchina diplomatica italiana, rimasta dopo il 1922 immutata nel suo organico nonostante la svolta fascista. Ne derivarono dei rapporti pessimi con il Cancelliere tedesco Gustav Stresemann: questi, nazionalista moderato, era sì convinto che la rinascita tedesca dovesse avvenire attraverso metodi democratici, cercando appoggi a Londra e negoziando con Parigi; tuttavia uno dei punti fermi della sua politica era quella di riunire in un unico grande stato la Nazione tedesca. Un'unificazione austro-tedesca avrebbe posto l'Italia di fronte a una situazione pericolosamente simile a quella affrontata nel 1879 la nascita della Duplice Alleanza austro-tedesca.
Con specifico riferimento all'Austria, il 20 maggio 1925 Benito Mussolini aveva esposto la linea politica italiana in un discorso tenuto presso il Senato:
Allorché nell'estate del 1925 si iniziarono le consultazioni per i futuri Patti di Locarno, Mussolini inviò istruzioni ai propri Ambasciatori a Londra e a Parigi per chiarire i rapporti tra l'Italia e gli alleati dell'Intesa; nella spiegazione inviata a della Torretta, Ambasciatore a Londra, affermava:
Nel telespresso del 13 settembre 1925 a Avezzana, ambasciatore a Parigi, Benito Mussolini aggiungeva:
Da questi due passi si deduce come il sostegno del regime e di Mussolini all'indipendenza austriaca non fosse incondizionato: qualora fosse mancato l'appoggio franco-britannico, l'Italia avrebbe dovuto cercare altrove le garanzie alla propria sicurezza.

### L'Austria nel progetto danubiano italiano
Nel 1931 la questione dell'Anschluss si ripropose nuovamente con il progetto avanzato dal Ministro degli Esteri tedesco Julius Curtius e dal suo collega austriaco Johann Schober. Il 14 marzo 1931, essi conclusero un accordo per l'assimilazione delle condizioni doganali e politico-commerciali tra i due Paesi: Germania e Austria avrebbero mantenuto le rispettive amministrazioni doganali, ma le tariffe e le legislazioni doganali sarebbero state unificate. Era, questo, un tentativo di contrastare l'attuazione del cosiddetto “blocco dei Paesi agricoli” da parte della Piccola Intesa a cui era associata anche la Polonia.
Presso i francesi e gli Italiani, tuttavia, tale progetto non poteva che ricordare che la premessa dell'unificazione tedesca nel 1871 era stata proprio la realizzazione dello Zollverein a partire dal 1834. Di conseguenza, la questione venne sottoposta nel maggio al Consiglio di Sicurezza della Società delle Nazioni; Francia e Italia, il 18 maggio, esposero la loro contrarietà al progetto e decisero di rinviare la questione alla Corte permanente di giustizia internazionale dell'Aja, che avrebbe dovuto stabilire se esso fosse contrario ai Protocolli di Ginevra del 1922.
Nel suo parere consultivo, la Corte si espresse in senso sfavorevole al progetto con 8 voti contro 7 (tra questi ultimi spiccava quello del membro britannico, segno dell'evoluzione di Londra circa il problema tedesco). Sia Julius Curtius che Johann Schober erano però stati obbligati dalle ripercussioni della Grande depressione, che aveva provocato un riflusso degli investimenti americani e britannici, a ritrattare circa le loro intenzioni, al fine di ottenere sostegno finanziario dalla Francia, apparentemente ancora immune dal contagio della crisi economica. In relazione al fallimento del progetto Curtius-Schober, il Ministro degli Esteri Dino Grandi inviava una lettera d'istruzioni a diverse Ambasciate italiane in Europa, nella quale sottolineava come:
È il segnale di un più attivo ruolo italiano nella difesa dell'indipendenza dell'Austria, determinato anche dalla pericolosa ascesa del Partito Nazionalsocialista Tedesco dei Lavoratori in Germania, a cui avrebbe fatto seguito un'analoga tendenza in Austria. Per far fronte a questo pericolo, Mussolini avviò contatti più intensi col Principe Ernst Rüdiger Starhemberg, capo delle Heimwehren e col Cancelliere austriaco Engelbert Dollfuss.
L'obiettivo di Mussolini era di inserire l'Austria all'interno del rapporto privilegiato che l'Italia possedeva con l'Ungheria già da parecchi anni e che si erano ulteriormente rafforzati con la conclusione degli Accordi del Semmering del 1931 e con il progetto di unione doganale italo-austro-magiara del 1932, durante la visita in Italia del Generale Gyula Gömbös, Primo Ministro ungherese. Perciò, i segnali del “Drang nach Südosten” tedesco minacciavano la situazione privilegiata di cui l'Italia all'epoca godeva nell'area danubiano-balcanica: l'eventuale perdita del mercato austriaco avrebbe causato la fine del progetto di unione doganale italo-austro-magiara e la decadenza dei successi politici italiani in quell'area in funzione antitedesca.
La contemporanea attività commerciale e politica tedesca nei confronti dell'Ungheria, culminata con la stipula, nel giugno 1933, di un Trattato di amicizia e di commercio, veniva contrastata con i continui negoziati da parte italiana degli Accordi Brocchi, progetto di costituzione di una unione doganale che risaliva agli anni trenta e che, come detto, era stata riproposta dal Generale Gyula Gömbös nel 1932. Ricapitolando, oltre all'appoggio al revisionismo ungherese, l'Italia finanziava abbondantemente le Heimwehren di Ernst Rüdiger von Starhemberg e appoggiava politicamente il Governo di Dollfuss.
Negli incontri del 14-17 marzo 1934, il progetto italiano di unione doganale arrivava a coronamento con la firma dei protocolli di Roma del 1934, con i quali l'Ungheria e l'Austria si legavano all'influenza economica e politica italiana. Nel periodo precedente alla conclusione di tale accordo, Mussolini era riuscito a convincere Engelbert Dollfuss ad accettare l'idea di smantellare lo Stato democratico e a costituire una dittatura di stampo fascista che mettesse al bando tutti i partiti, compreso quello nazista, e che ponesse alla guida del Paese il Fronte Patriottico.
Quando Hitler giunse al potere, non trovò in Austria una situazione democratica come in Germania, ma una dittatura che non consentiva la propaganda del nazismo. Sulla questione austriaca si registrarono i più grandi attriti tra Germania e Italia, tanto che Mussolini a lungo rifiutò di incontrare il Führer. Tuttavia, il ruolo di garante dell'indipendenza austriaca svolto dall'Italia e il sistema politico ivi costruito non erano esenti da problemi di applicazione: l'opinione pubblica non vedeva di buon occhio un eventuale intervento armato italiano, pur in difesa dell'indipendenza nazionale. Simili dubbi venivano espressi anche da Francia, Gran Bretagna e dalle potenze della Piccola Intesa.
Del resto, Adolf Hitler aveva fatto ripetutamente presente a Mussolini, tramite i suoi inviati Hermann Göring e Franz von Papen durante tutto il 1933, della necessità che Dollfuss venisse rimosso per consentire la libertà politica in Austria; tale tesi venne ripetuta dallo stesso Hitler durante l'incontro di Stresa del 14-15 giugno 1934, nel corso del quale il Führer chiese ripetutamente la possibilità di tenere libere elezioni in Austria, certo di una sicura vittoria dei nazisti locali. Benito Mussolini si limitò a prendere atto delle richieste di Hitler, il che equivaleva ad un rifiuto, conscio che la propaganda nazista avrebbe fatto breccia presso l'opinione pubblica, spianando la strada all'Anschluss e mettendo a rischio la frontiera del passo del Brennero.
Nel luglio dello stesso anno ebbe luogo il tentato putsch di Vienna; la congiura fallì, anche per il minaccioso intervento di Mussolini che era il protettore di Dollfuss, essendo l'Austria legata all'Italia da numerosi vincoli tra i quali i Protocolli di Roma, siglati il 17 marzo 1934 fra Italia, Austria e Ungheria.
L'obiettivo politico di Hitler era stato tuttavia conseguito, con l'eliminazione del cancelliere Dollfuss, morto durante l'assalto alla Cancelleria.

### L'avvicinamento italiano alla Francia e il fallimento del Fronte di Stresa
Il putsch di Vienna avvenne in contemporanea col negoziato italo-francese per un'alleanza in funzione anti-hitleriana, all'interno di un grande progetto di contenimento tedesco franco-russo, ispirato dal ministro degli esteri francese Louis Barthou. Mussolini si rese conto, alla luce del fallito colpo di Stato, che era necessario ripensare la strategia antitedesca e si risolse ad avvicinarsi, con molto realismo, alla Francia. Questo riavvicinamento condusse alla conclusione degli accordi di Roma del 7 gennaio 1935, conclusi da Mussolini e Pierre Laval, succeduto a Louis Barthou dopo il suo assassinio a Marsiglia, probabilmente agevolato dai tedeschi.
In tali accordi i due Stati si misero d'accordo, tra le altre cose, nel garantire l'indipendenza austriaca. Il riavvicinamento alla Francia sarebbe continuato con l'inizio di trattative per un'alleanza militare attraverso i colloqui tra Pietro Badoglio e Maurice Gamelin.
Il fronte antitedesco si andava rinforzando, ma con la sopravvenuta crisi d'Etiopia e la conseguente guerra, esso si sfaldò, successivamente al fallimento del compromesso patto Hoare-Laval, probabilmente facilitato dai sentimenti anti-italiani di Alexis Léger, segretario generale del Quai d'Orsay; egli, infatti, rendendo pubblico il testo dell'accordo, rese impossibile il recupero da parte di Francia e Gran Bretagna dell'Italia all'interno del fronte di Stresa. Stesso effetto sortì la conclusione dell'accordo navale anglo-tedesco il 18 giugno 1935, visto come un tradimento britannico nei confronti dell'Italia.

### L'avvicinamento italo-tedesco e l'Anschluss
L'atteggiamento italiano nei confronti dell'Anschluss mutò agli inizi del 1936. Il colloquio del 6 gennaio 1936 tra Mussolini e l'ambasciatore tedesco Ullrich Von Hassell pose le basi per il riavvicinamento italo-tedesco, dopo il raffreddamento dei rapporti successivamente al putsch del 1934. In esso il Duce aprì a nuove soluzioni per l'Austria, considerando il fronte di Stresa ormai morto e sepolto. L'Italia comunicò all'ambasciatore tedesco che si sarebbe posto fine alla protezione austriaca e che si sarebbe accettata la graduale assimilazione dell'Austria e della Germania.
Il disinteresse crescente italiano per l'Austria portò alla conclusione dell'accordo austro-tedesco dell'11 luglio 1936, con il quale si reintroduceva la possibilità di consentire la propaganda nazista nel Paese. Nonostante questa evoluzione e il riavvicinamento italo-tedesco, Hitler non era ancora sicuro del comportamento italiano in caso di azione in Austria. Il cancelliere austriaco Kurt Alois von Schuschnigg, dal canto suo, era intenzionato a resistere all'invadenza tedesca, ma non aveva più l'appoggio delle Heimwehren di Ernst Rüdiger Starhemberg, scaricato dall'Italia, e venne consigliato dagli italiani ad immettere nel governo esponenti nazisti, cosa che avvenne nel maggio 1936, dichiarando che da allora in poi avrebbe aderito alla formula di mons. Ignaz Seipel “due Stati, una Nazione”.
A completamento del riavvicinamento italo-tedesco avvenne un cambio alla guida del Ministero degli esteri, con la nomina di Galeazzo Ciano il 9 giugno 1936 e l'allontanamento di Fulvio Suvich dal Ministero, da sempre contrario alla linea filo-tedesca. In occasione della firma italiana al Patto anticomintern del 6 novembre 1937, Benito Mussolini ebbe un colloquio con Joachim von Ribbentrop, durante il quale il Duce dichiarò di non aver più intenzione di fare la sentinella dell'indipendenza austriaca. In tal modo la Germania, dopo l'assenso britannico, ottenuto con l'accordo navale anglo-tedesco del 18 giugno 1935, otteneva anche l'assenso italiano. Nel marzo 1938 Adolf Hitler potette procedere all'Anschluss e "la visita di Hitler in Italia – con l’amaro ritirarsi del papa a Castel Gandolfo – sancì l'alleanza fascista con il nazismo; l'occupazione tedesca dell'Austria (che Montini definì «le penose vicende di questi giorni») faceva crollare il sogno del “blocco dei paesi cattolici”" nella politica estera vaticana.

## Eredità

### Il significato diAnschluss
La parola Anschluss è propriamente tradotta come "riunione", "connessione", "unificazione" o "unione politica". Al contrario, la parola tedesca Annektierung (annessione militare) non era, e non è comunemente usata ora, per descrivere l'unione di Austria e Germania nel 1938. La parola Anschluss era stata diffusa prima del 1938 descrivendo un'incorporazione dell'Austria nella Germania. Chiamare l'incorporazione dell'Austria nella Germania un Anschluss, cioè una "unificazione" o "congiunto", faceva parte anche della propaganda usata nel 1938 dalla Germania nazista per creare l'impressione che l'unione non fosse stata forzata. Hitler descrisse l'incorporazione dell'Austria come un Heimkehr, un ritorno alla sua patria originaria. La parola Anschluss esiste dal 1938.
Alcune fonti, come la Encyclopædia Britannica, descrivono l'Anschluss come una "annessione" piuttosto che un'unione.

Una mappa che mostra i cambiamenti di confine della Germania nei vari anni 1933 (rosso), 1939 (rosa) e 1943 (arancione).

### I cambiamenti nell'Europa centrale
L'Anschluss fu tra i primi passi importanti nel desiderio di Hitler nato in Austria di creare un Grande Reich tedesco che doveva includere tutti i tedeschi e tutte le terre ed i territori che l'Impero tedesco aveva perso dopo la prima guerra mondiale. Anche se l'Austria era prevalentemente etnicamente tedesca ed aveva fatto parte del Sacro Romano Impero fino alla sua dissoluzione nel 1806 e alla Confederazione germanica fino al 1866 dopo la sconfitta nella guerra austro-prussiana, non aveva mai fatto parte dell'impero tedesco. L'unificazione della Germania portata avanti da Otto von Bismarck creò quell'entità dominata dalla Prussia nel 1871, con l'Austria, rivale della Prussia per il dominio degli stati tedeschi, esplicitamente esclusa.
Prima di annettere l'Austria nel 1938, la Germania nazista aveva rimilitarizzato la Renania, e la regione della Saar venne restituita alla Germania dopo 15 anni di occupazione attraverso un plebiscito. Dopo l'Anschluss, Hitler prese di mira la Cecoslovacchia, provocando una crisi internazionale che portò all'accordo di Monaco nel settembre 1938, dando alla Germania nazista il controllo dell'industriale Sudetenland, che aveva una popolazione prevalentemente di etnia tedesca. Nel marzo 1939, Hitler smantellò la Cecoslovacchia, riconoscendo l'indipendenza della Slovacchia e facendo del resto della nazione un protettorato. Nello stesso anno, Memelland venne restituito dalla Lituania.

### La Seconda Repubblica

#### La dichiarazione di Mosca
La Dichiarazione di Mosca del 1943, firmata da Stati Uniti, Unione Sovietica e Regno Unito, includeva una "Dichiarazione sull'Austria", che affermava:
I governi del Regno Unito, dell'Unione Sovietica e degli Stati Uniti d'America concordano che l'Austria, il primo paese libero a cadere vittima dell'aggressione hitleriana, sarà liberato dal dominio tedesco.
Considerano nulla l'annessione imposta all'Austria dalla Germania il 15 marzo 1938. Essi non si ritengono in alcun modo vincolati da eventuali cambiamenti intervenuti in Austria da tale data. Dichiarano di voler vedere ristabilita un'Austria libera e indipendente e quindi aprire la strada allo stesso popolo austriaco, nonché agli Stati vicini che si troveranno ad affrontare problemi simili, per trovare quella sicurezza politica ed economica che è l'unica base per una pace duratura.

Si ricorda, tuttavia, all'Austria che ha una responsabilità, alla quale non può sottrarsi, per la partecipazione alla guerra a fianco della Germania hitleriana, e che nella liquidazione finale si terrà inevitabilmente conto del proprio contributo alla sua liberazione.
La dichiarazione era principalmente intesa a servire come propaganda volta a suscitare la resistenza austriaca. Sebbene alcuni austriaci abbiano aiutato gli ebrei e siano considerati giusti tra le nazioni, non c'è mai stata un'efficace resistenza armata austriaca del tipo che si trova in altri Paesi sotto occupazione tedesca.
Si dice che la Dichiarazione di Mosca abbia una storia di stesura piuttosto complessa. A Norimberga, Arthur Seyss-Inquart e Franz von Papen, in particolare, vennero entrambi incriminati ai sensi del comma 1 (cospirazione per commettere crimini contro la pace) specificamente per le loro attività a sostegno del partito nazista austriaco e dell'Anschluss, ma nessuno dei due venne condannato per questo comma. Nell'assolvere von Papen, la corte osservò che le sue azioni erano a suo avviso immoralità politiche ma non crimini ai sensi del suo statuto. Seyss-Inquart venne condannato per altri gravi crimini di guerra, la maggior parte dei quali avvenuti in Polonia e nei Paesi Bassi, venne condannato a morte e giustiziato.

#### L'identità austriaca e la "teoria della vittima"

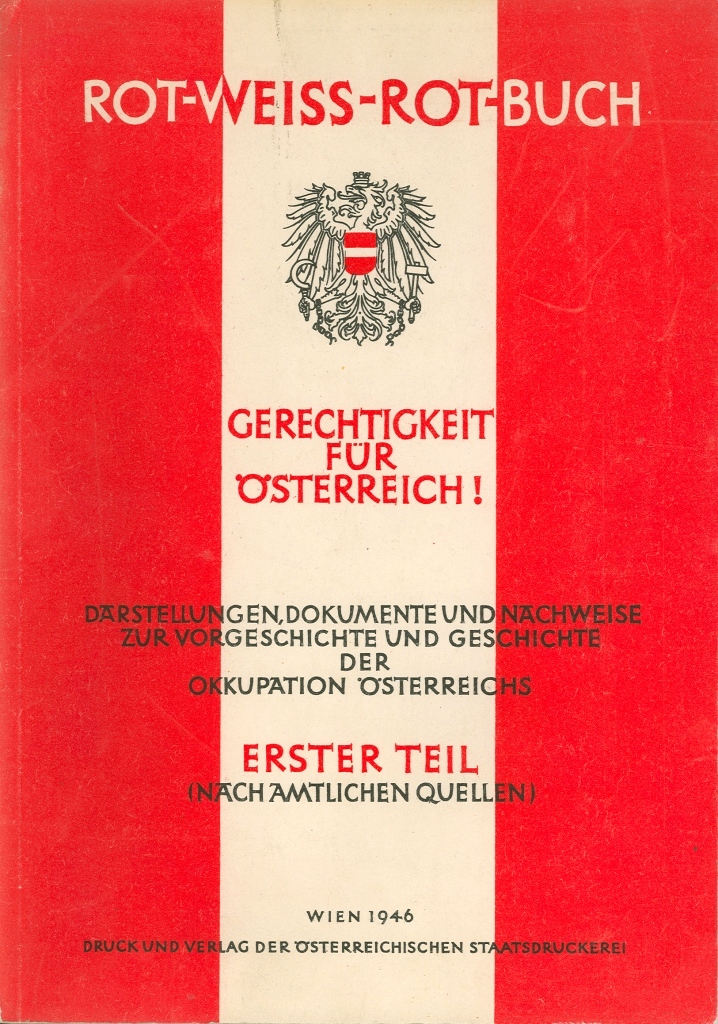
Il Libro rosso-bianco-rosso pubblicato dal Ministero degli Affari Esteri austriaco nel 1946 descrive gli eventi dell'Austria tra il 1938 ed il 1945 dai fondatori della Seconda Repubblica austriaca.

Dal 1949 al 1988, molti austriaci cercarono conforto nell'idea che l'Austria fosse la prima vittima dei nazisti. Sebbene il partito nazista fosse stato prontamente bandito, l'Austria non ebbe lo stesso completo processo di denazificazione che venne imposto alla Germania. Mancando pressioni esterne per una riforma politica, fazioni della società austriaca tentarono a lungo di avanzare l'idea che l'Anschluss fosse solo un'annessione in punta di baionetta.
Questa visione degli eventi del 1938 ebbe radici profonde nei 10 anni di occupazione alleata e nella lotta per riconquistare la sovranità austriaca: la "teoria della vittima" svolse un ruolo essenziale nei negoziati per il Trattato di Stato austriaco con i sovietici ed indicando la Dichiarazione di Mosca, i politici austriaci facevano molto affidamento su di essa per raggiungere una soluzione per l'Austria diversa dalla divisione della Germania in stati separati dell'Est e dell'Ovest. Il Trattato di Stato, insieme alla successiva dichiarazione austriaca di neutralità permanente, segnò importanti pietre miliari per il consolidamento dell'identità nazionale indipendente dell'Austria nel corso dei decenni successivi.
Mentre i politici austriaci di sinistra e di destra tentavano di conciliare le loro differenze per evitare il violento conflitto che aveva dominato la Prima Repubblica, le discussioni sia sul nazismo austriaco che sul ruolo dell'Austria durante l'era nazista vennero ampiamente evitate. Tuttavia, il Partito Popolare Austriaco (ÖVP) aveva avanzato, e continua ad avanzare, l'argomentazione secondo cui l'instaurazione della dittatura di Dollfuss era necessaria per mantenere l'indipendenza austriaca. D'altra parte, il Partito Socialdemocratico austriaco (SPÖ) sostiene che la dittatura di Dollfuss abbia privato il paese delle risorse democratiche necessarie per respingere Hitler; eppure ignora il fatto che lo stesso Hitler fosse originario dell'Austria.
Aiutò gli austriaci anche a sviluppare la propria identità nazionale come prima. Dopo la seconda guerra mondiale e la caduta della Germania nazista, l'ideologia politica del pangermanismo cadde in disgrazia ed è ora vista dalla maggior parte delle persone di lingua tedesca come un tabù. A differenza del XX secolo, quando non esisteva un'identità austriaca separata da quella tedesca, nel 1987 solo il 6% degli austriaci s'identificava come "tedesco". Da un sondaggio condotto nel 2008 risulta che l'82% degli austriaci si considera parte della propria nazione.

#### Gli eventi politici
Per decenni, la teoria della vittima è rimasta ampiamente indiscussa in Austria. Il pubblico era raramente costretto a confrontarsi con l'eredità della Germania nazista. Una di queste occasioni si verificò nel 1965, quando Taras Borodajkewycz, un professore di storia economica, fece commenti antisemiti in seguito alla morte di Ernst Kirchweger, un sopravvissuto al campo di concentramento ucciso da un manifestante di destra durante le rivolte. Fu solo negli anni '80 che gli austriaci affrontarono il loro passato misto su larga scala. Il catalizzatore della Vergangenheitsbewältigung (lotta per venire a patti con il passato) fu l'affare Waldheim. Kurt Waldheim, candidato alle elezioni presidenziali austriache del 1986 ed ex segretario generale delle Nazioni Unite, venne accusato di essere stato membro del partito nazista e della Sturmabteilung (SA). Successivamente venne assolto dal coinvolgimento diretto in crimini di guerra. L'affare Waldheim aprì le prime serie discussioni sul passato dell'Austria e sull'Anschluss.
Un altro fattore fu l'ascesa di Jörg Haider e del Partito della Libertà d'Austria (FPÖ) negli anni '80. Il partito aveva combinato elementi della destra pangermanista con il liberalismo di mercato sin dalla sua fondazione nel 1955, ma dopo che Haider salì alla presidenza del partito nel 1986, gli elementi liberali divennero sempre più emarginati. Haider iniziò a usare apertamente la retorica nazionalista ed anti-immigrati. Venne criticato per aver utilizzato la definizione "völkisch" (etnica) di interesse nazionale ("Austria per gli austriaci") e le sue scuse per il passato dell'Austria, in particolare chiamando i membri delle Waffen-SS "uomini d'onore". A seguito di un drammatico aumento del sostegno elettorale negli anni '90 che raggiunse il picco nelle elezioni del 1999, l'FPÖ entrò in una coalizione con il Partito Popolare Austriaco (ÖVP), guidato da Wolfgang Schüssel . Ciò venne condannato nel 2000. La coalizione indusse le regolari Donnerstagsdemonstrationen (manifestazioni del giovedì) in segno di protesta contro il governo, che ebbero luogo nella Heldenplatz dove Hitler aveva salutato le masse durante l'Anschluss. La tattica e la retorica di Haider, spesso criticata come solidale con il nazismo, costrinsero gli austriaci a riconsiderare il loro rapporto con il passato. Il partner della coalizione di Haider, l'ex cancelliere Wolfgang Schüssel, in un'intervista del 2000 con The Jerusalem Post, ribadì la teoria della "prima vittima".

#### Letteratura
Le discussioni politiche e la ricerca dell'anima si riflettevano in altri aspetti della cultura. L'ultima commedia di Thomas Bernhard, Heldenplatz (1988), suscitò polemiche ancor prima di essere rappresentata, cinquant'anni dopo l'ingresso di Hitler in città. Bernhard rese la storica eliminazione dei riferimenti all'accoglienza di Hitler a Vienna emblematica dei tentativi austriaci di rivendicare la propria storia e cultura secondo criteri discutibili. Molti politici definirono Bernhard un Nestbeschmutzer (danneggiando la reputazione del suo paese) e chiesero apertamente che lo spettacolo non fosse messo in scena al Burgtheater di Vienna. Waldheim, ancora presidente, definì la commedia "un grossolano insulto al popolo austriaco".

### La commissione storica e le questioni legali in sospeso

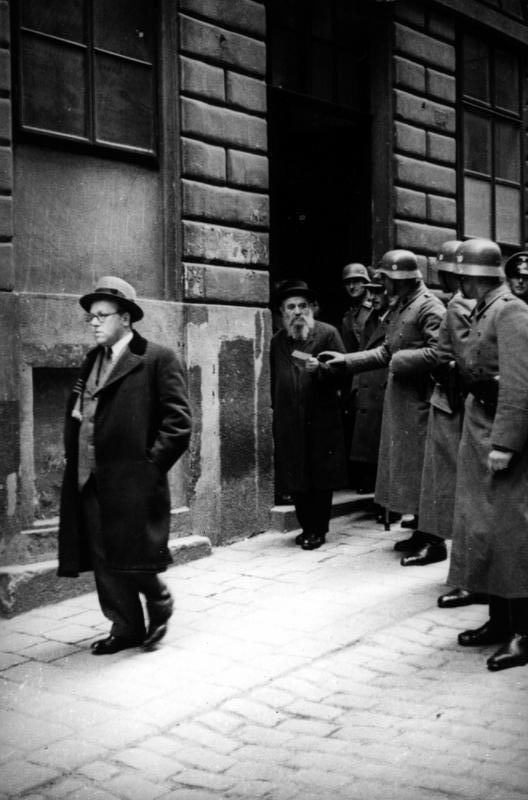
Le SS fanno irruzione in un centro comunitario ebraico, Vienna, marzo 1938.

Nella Repubblica federale di Germania venne parzialmente istituzionalizzata la Vergangenheitsbewältigung ("lotta per fare i conti con il passato") in contesti letterari, culturali, politici ed educativi. L'Austria formò una Historikerkommission ("Commissione degli storici" o "Commissione storica") nel 1998, con l'incarico di rivedere il ruolo dell'Austria nell'espropriazione nazista di proprietà ebraiche da un punto di vista accademico piuttosto che legale, in parte in risposta alle continue critiche alla sua gestione delle rivendicazioni di proprietà. La sua adesione si basava su raccomandazioni provenienti da vari ambienti, tra cui Simon Wiesenthal e lo Yad Vashem. La Commissione presentò il suo rapporto nel 2003. Il noto storico dell'Olocausto Raul Hilberg rifiutò di partecipare alla Commissione e in un'intervista espresse le sue strenue obiezioni sia in termini personali che in riferimento a questioni più ampie sulla colpevolezza e responsabilità austriaca, paragonando quella che riteneva una relativa disattenzione da parte del Congresso ebraico mondiale all'accordo che disciplinava le partecipazioni bancarie svizzere di coloro che sono morti o sono stati sfollati a causa dell'Olocausto.

Il Simon Wiesenthal Center continuò a criticare l'Austria (fino al giugno 2005) per la sua presunta riluttanza storica e continuò a portare avanti in modo aggressivo indagini e processi contro i nazisti per crimini di guerra e crimini contro l'umanità dagli anni '70 in poi. Il suo rapporto del 2001 offriva la seguente caratterizzazione:
Data l'ampia partecipazione di numerosi austriaci, anche ai massimi livelli, all'attuazione della soluzione finale e di altri crimini nazisti, l'Austria avrebbe dovuto essere un leader nel perseguimento degli autori dell'Olocausto nel corso degli ultimi quattro decenni, come è avvenuto in Germania. Purtroppo è stato fatto relativamente poco dalle autorità austriache in questo senso e infatti, con l'eccezione del caso del dr. Heinrich Gross, che è stato sospeso quest'anno in circostanze altamente sospette (ha affermato di non essere idoneo dal punto di vista medico, ma fuori dal tribunale si è rivelato sano), non è stato condotto in Austria un solo procedimento penale per crimini di guerra nazisti dalla metà degli anni '70.
Nel 2003, il Centro lanciò uno sforzo mondiale chiamato "Operazione: ultima possibilità" per raccogliere ulteriori informazioni su quei nazisti ancora in vita che erano potenzialmente soggetti a procedimento penale. Sebbene i rapporti emessi poco dopo attribuissero all'Austria il merito di aver avviato indagini su larga scala, c'è stato un caso in cui recentemente sono sorte critiche alle autorità austriache: il Centro inserì il 92enne croato Milivoj Ašner nella sua top ten del 2005. Ašner fuggì in Austria nel 2004 dopo che la Croazia aveva annunciato che avrebbe avviato indagini in caso di crimini di guerra in cui avrebbe potuto essere stato coinvolto. In risposta alle obiezioni sulla continuazione della libertà di Asner, il governo federale austriaco rimandò le richieste di estradizione dalla Croazia o le azioni giudiziarie di Klagenfurt, adducendo motivi di demenza nel 2008. Milivoj Ašner morì il 14 giugno 2011 all'età di 98 anni nella sua stanza in una casa di cura Caritas sempre a Klagenfurt.

### Il Sudetenland
Il verificarsi della crisi dei Sudeti all'inizio del 1938, portò all'accordo di Monaco dell'autunno dopo il quale la Germania nazista occupò i Sudeti. Questi eventi presi nel loro insieme possono essere visti come un ciclostile della pagina dell'Anschluss nel programma di Hitler.

### Il patto Molotov-Ribbentrop
L'annessione degli Stati baltici da parte dell'Unione Sovietica sulla scia del patto Molotov-Ribbentrop del 1939 venne considerata come quella dell'Anschluss.

### La dottrina Karaganov
La dottrina Karaganov, che afferma che la Federazione Russa dovrebbe atteggiarsi a difensore dei diritti umani dell'etnia russa che vivono nel "vicino estero" allo scopo di ottenere influenza politica in queste regioni, venne proposta per la prima volta nel 1992 da Boris Yeltsin di cui Karaganov era consigliere. Diversi studiosi hanno trovato l'idea dell'Anschluss per essere il progenitore dell'idea di Karaganov.

### Annotazioni

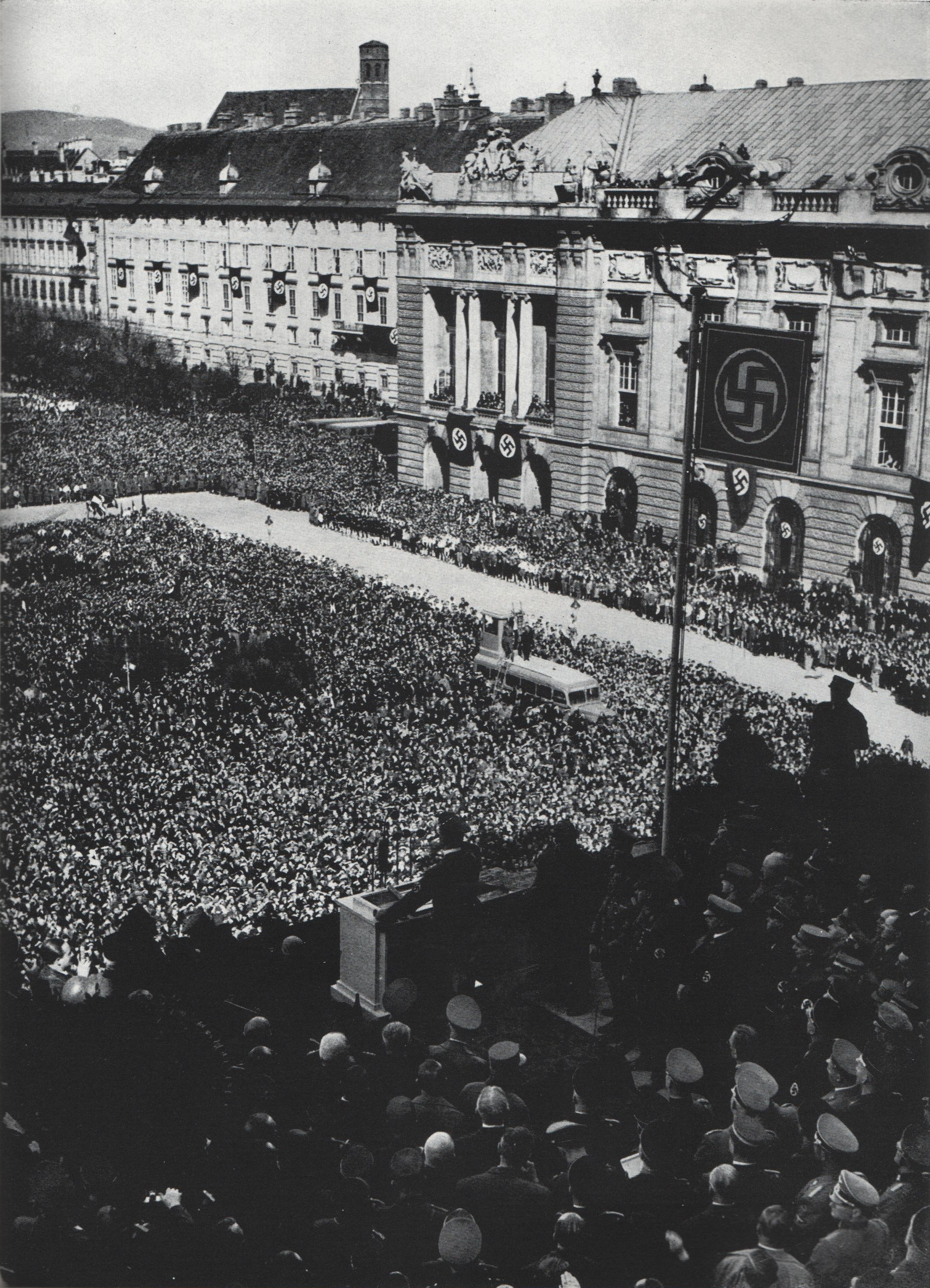
I cittadini austriaci si riuniscono nella Heldenplatz per ascoltare la dichiarazione di annessione di Hitler.

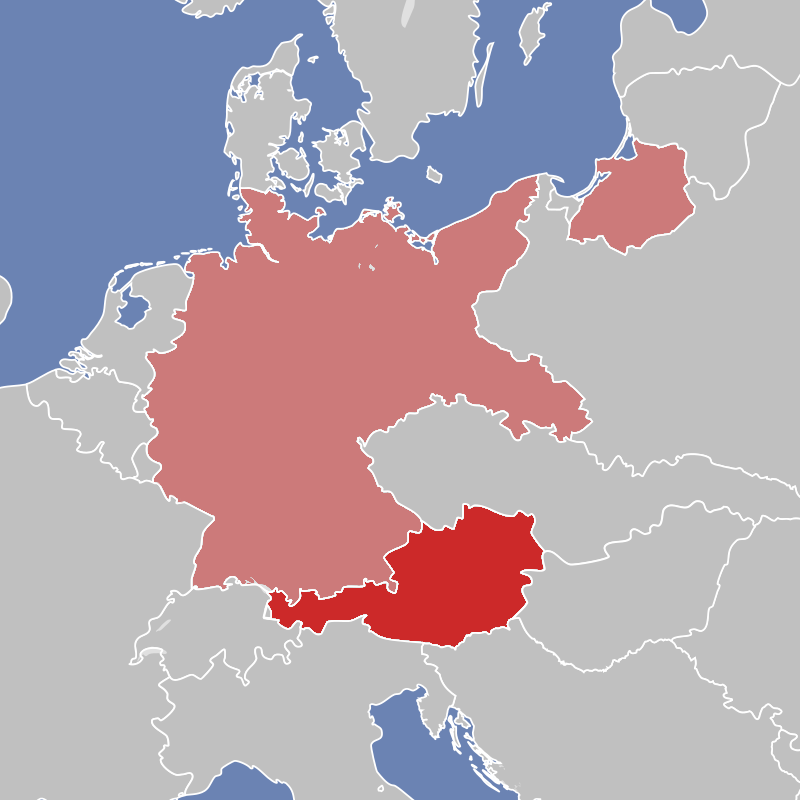
I confini dell'Austria e della Germania nel 1938, prima dell'Anschluss

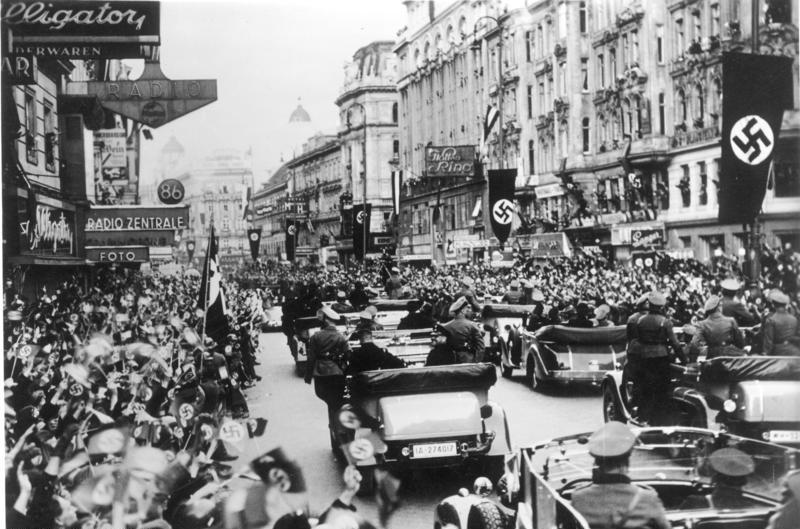
Parata di gerarchi nazisti a Vienna

1. ↑  Fino alla riforma ortografica tedesca, nel 1996, Anschluss veniva scritto Anschluß; l'ultimo termine si può trovare nella letteratura più antica.
2. ↑  Dopo che lo stato-nazione della Prussia, dominata dai tedeschi, venne creato nel 1871 senza l'Austria, la questione tedesca era ancora molto attiva nella maggior parte delle terre di etnia tedesca dell'impero austro-ungarico e di quello tedesco; i pangermanisti austriaci erano a favore di una visione pangermanista dell'Austria che si unisse alla Germania per creare una "Grande Germania" e i tedeschi all'interno dell'Impero tedesco erano a favore dell'unificazione di tutti i tedeschi in un unico stato.[2]
3. ↑  Hitler era un tedesco, ma non era un cittadino tedesco per nascita poiché era nato nell'Impero austro-ungarico. Rinunciò alla cittadinanza austriaca nel 1925 e rimase apolide per sette anni prima di diventare cittadino tedesco nel 1932.[27]

### Fonti
1. ↑   Anschluss (archiviato dall'url originale il 21 maggio 2013). PONS Online Dictionary
2. ↑  Low, 1974, p. 3.
3. ↑  Bukey, 2002, p. 11.
4. ↑   Gordon Brook-Shepherd, Anschluss: The Rape of Austria, Palgrave Macmillan, 1963,  p. 15, DOI:10.1007/978-1-349-81667-5, ISBN 978-1-349-81669-9.
5. ↑   Gordon Brook-Shepherd, Anschluss: Lo stupro dell'Austria, Palgrave Macmillan, 1963,  p. 16, DOI:10.1007/978-1-349-81667-5, ISBN 978-1-349-81669-9.
6. 1 2 3  Shirer, 1984.
7. ↑  Blackbourn, 1998, pp. 160-175.
8. ↑   Sheehan, James J., German History, 1770–1866, Oxford University Press, 1993,  p. 851, ISBN 9780198204329.
9. ↑  Taylor, 1990, p. 25.
10. ↑   Suppan, ′Germans′ in the Habsburg Empire, in The Germans and the East, 2008,  pp. 171-172.
11. ↑  Unowsky, 2005, p. 157.
12. ↑  Giloi, 2011, pp. 161-162.
13. ↑  Low, 1974, pp. 14-16.
14. ↑  Gehl, 1963, pp. 1-2.
15. ↑   S. W. Gould, Austrian Attitudes toward Anschluss: October 1918 – September 1919, in Journal of Modern History, vol. 22, n. 3, 1950,  pp. 220-231, DOI:10.1086/237348.
16. ↑   Jody Abigail Manning, Austria at the Crossroads: The Anschluss and its Opponents (PDF), su orca.cardiff.ac.uk, Università di Cardiff, 2012,  pp. 62-66. URL consultato il 3 settembre 2022.
17. ↑  (DE) Erich Bielka, Die Volksabstimmung in Tirol 1921 und ihre Vorgeschichte in: Ackerl, Isabella/Neck, Rudolf (Hrsg.): Saint-Germain 1919., in Zeitschrift für Ostforschung, vol. 40, n. 3, 1989,  pp. 303-326, DOI:10.25627/19914035379.
18. 1 2   Jody Abigail Manning, Austria at the Crossroads: The Anschluss and its Opponents (PDF), su orca.cardiff.ac.uk, Università di Cardiff, 2012,  pp. 62-66. URL consultato il 3 settembre 2022.
19. ↑  Stackelberg, 1999, p. 194.
20. ↑  Low, 1976, p. 7.
21. ↑  Stato maggiore (14 settembre 1919)  Preuss Denounces Demand of Allies., The New York Times
22. 1 2   S. W. Gould, Austrian Attitudes toward Anschluss: October 1918 – September 1919, in Journal of Modern History, vol. 22, n. 3, 1950,  pp. 228-229, DOI:10.1086/237348.
23. ↑   S. W. Gould, Austrian Attitudes toward Anschluss: October 1918 – September 1919, in Journal of Modern History, vol. 22, n. 3, 1950,  pp. 228-229, DOI:10.1086/237348.
24. ↑  Gehl, 1963, pp. 4-8.
25. ↑  David Walker, "Industrial Location in Turbulent Times: Austria through Anschluss and Occupation," Journal of Historical Geography (1986) 12#2 pp 182–195
26. ↑  Taylor, 2001, p. 257.
27. ↑   Everette O. Lemons, The Third Reich, A Revolution of Ideological Inhumanity, I "The Power of Perception", CreateSpace Independent Publishing Platform, 2005,  p. 118, ISBN 978-1-4116-1932-6. URL consultato il 7 dicembre 2012.
28. ↑  Kershaw, 2008, p. 75.
29. ↑  Stackelberg, 2007, p. 9.
30. ↑  Mitcham, Samuel (1996) Why Hitler?: The Genesis of the Nazi Reich p.67
31. ↑  Kershaw, 2008, p. 87.
32. ↑  Hamann, Brigitte (2010) Hitler's Vienna: A Portrait of the Tyrant as a Young Man. Tauris Parke Paperbacks. p.107 ISBN 9781848852778
33. ↑   Hitler, Adolf, Mein Kampf, Bottom of the Hill, giugno 2010, ISBN 978-1-935785 -07-1.
34. ↑  Zeman, 1973, pp. 137-142.
35. 1 2 3   Gunther, John, Inside Europe, Harper & Brothers, 1936,  pp. 284–285, 317–318.
36. ↑  Rosmus, Anna (2015) Hitlers Nibelungen, Samples Grafenau pp.53f
37. ↑  Shirer, 1990, p. 296.
38. 1 2  Overy, Richard (1999) Germany and the Munich Crisis: A Mutilated Victory? in Lukes, Igor e Goldstein, Rick (a cura di) The Munich Crisis, 1938 Londra: Frank Cass. p.200
39. 1 2 3  Kershaw, 2001, p. 67.
40. 1 2  Kershaw, 2001, pp. 67-68.
41. 1 2 3  Kershaw, 2001, p . 68.
42. ↑  Kershaw, 2001, p. 45.
43. ↑  Messerschmidt, Manfred Foreign Policy and Preparation for War in Germany and the Second World War, pp. 636-637
44. ↑  Carr, William Arms, Autarchy and Aggression pp. 73-78.
45. 1 2 3  Weinberg, 1981, p. 46.
46. ↑  Faber, 2009, pp. 108-118.
47. ↑  John A. Leopold, "Seyss-Inquart and the Austrian Anschluss," Historian (1986) 30#2 pp 199–218.
48. 1 2 3  MacDonogh, 2009, pag. 35.
49. ↑   Peter Knaur, The International Relations of Austria and the Anschluss 1931–1938, Università del Wyoming, 1951,  p. 366.
50. 1 2 3   Peter Knaur, The International Relations of Austria and the Anschluss 1931–1938, Università del Wyoming, 1951,  pp. 367-369.
51. ↑   G. Ward Price, Year of Reckoning, Londra, Cassell, 1939,  p. 92.
52. ↑  Faber, 2009, pp. 121-124.
53. 1 2   Hitler Triumphant: Early Diplomatic Triumphs[collegamento interrotto], 12 novembre 2010.
54. 1 2   CBS World Roundup Broadcast (MP3), su otr.com, 13 marzo 1938 (archiviato dall'url originale il 3 marzo 2016).
55. ↑  Nazis Take Austria, The History Place, consultato su http://www.historyplace.com/worldwar2/triumph/tr-austria.htm
56. ↑  Vedi Vienna, 1938, in Hans Keller, 1975: 1984 minus 9, Dennis Dobson, 1977, p. 28 (DE) Mayerhofer, Österreichs Weg zum Anschluss im März 1938, su wienerzeitung.at, Wiener Zeitung Online, 1998. URL consultato l'11 marzo 2007 (archiviato dall'url originale il 14 maggio 2011). Articolo dettagliato sugli eventi dell'Anschluss, in tedesco.
57. ↑   World ORT, Music and the Holocaust, su holocaustmusic.ort.org.
58. ↑  Albert Speer ricordò gli austriaci che applaudivano l'approvazione mentre le auto dei tedeschi entravano in quella che una volta era stata un'Austria indipendente. Speer (1997), p.109
59. ↑  W. Carr, Arms, Autarky and Aggression: A study in German Foreign Policy, 1933-1939, (Southampton, 1981) p.85.
60. ↑  Sorpreso o no, il sogno scolastico di Hitler di una "grande Germania" si era concretizzato quando l'Austria era stata incorporata nel Reich. Ozment (2005), p.274.
61. ↑  Stackelberg, 1999, p. 170.
62. ↑  Hildebrand (1973), pp.60-61
63. ↑   Vejas Gabriel Liulevicius, The German Myth of the East: 1800 to the Present, New York, Oxford University Press, 2009,  p. 184, ISBN 9780191610462.
64. ↑  Originale in tedesco: "Als Führer und Kanzler der deutschen Nation und des Reiches melde ich vor der deutschen Geschichte nunmehr den Eintritt meiner Heimat in das Deutsche Reich."
65. ↑   Video: Hitler proclaims Austria's inclusion in the Reich (2 MB), su aeiou.iicm.tugraz.at. URL consultato l'11 marzo 2007 (archiviato dall'url originale il 18 marzo 2009).
66. ↑   Anschluss, su spartacus.schoolnet.co.uk (archiviato dall'url originale il 21 giugno 2005).
67. ↑  Redazione (28 marzo 1938) "Austria: 'Spring Cleaning'" Time
68. 1 2 3  Bukey, 2002, p. 38.
69. ↑   Redazione, Austria, su ushmm.org, United States Holocaust Memorial Museum, ndg.
70. ↑   Redazione, Anschluss, su ushmm.org, United States Holocaust Memorial Museum, ndg.
71. 1 2   Die propagandistische Vorbereitung der Volksabstimmung, su doew.at, Archivio della Resistenza austriaca, 1988. URL consultato l'11 marzo 2007 (archiviato dall'url originale il 4 aprile 2007).
72. ↑  Bukey, 2002, pp. 38-39.
73. ↑  Bukey, 2002, pag. 39.
74. ↑  Bukey, 2002, p. 33.
75. ↑  J. Evans, 2006, pag. 655.
76. ↑   1938: Austria, su encarta.msn.com, MSN Encarta. URL consultato l'11 marzo 2007 (archiviato dall'url originale l'8 settembre 2009).
77. ↑  Bukey, 2002, pp. 33-34.
78. ↑   Austria: A Country Study.. Selezionare il collegamento a sinistra per The Anschluss and World War II. Eric Solsten, a cura di (Washington, D. C.: Divisione Federale di Ricerca della Biblioteca del Congresso, 1993).
79. ↑  Emil Müller-Sturmheim 99.7%: a plebiscite under Nazi rule Unione Democratica Austriaca Londra, Inghilterra 1942
80. ↑   Außenministerium der Republik Österreich, Joint communiqué by Austria and Mexico on the occasion of the 70th anniversary of the Mexican protest against the "Anschluss" of Austria by Nazi Germany – BMEIA, Außenministerium Österreich, su bmeia.gv.at. URL consultato il 23 febbraio 2023 (archiviato dall'url originale il 4 marzo 2016).
81. ↑   Timothy Snyder, Black Earth: The Holocaust as History and Warning, Crown/Archetype, 2015,  pp. 77-81, ISBN 978-1101903452.
82. ↑  (EN) Photograph of Jews Cleaning Streets in Vienna, su perspectives.ushmm.org. URL consultato il 4 febbraio 2022.
83. ↑   Katrin Maria Kohl e Robertson Ritchie, A History of Austrian Literature 1918-2000, Camden House, 2006,  p. 7, ISBN 978-1-57113-276-5.
84. ↑   Donald McKale, Hitler's Shadow War: The Holocaust and World War II, Taylor Trade Publishing, 2006,  p. 109, ISBN 978-1-4616-3547-5.
85. ↑   Robert S. Wistrich, Austrians and Jews in the Twentieth Century: From Franz Joseph to Waldheim, Palgrave Macmillan UK, 1992,  p. 203, ISBN 978-1-349-22378-7.
86. ↑  Pauley, 2000, pp. 297-98.
87. ↑   1938: Austria, su encarta.msn.com, MSN Encarta. URL consultato l'11 marzo 2007 (archiviato dall'url originale l'8 settembre 2009).
88. ↑   Anschluss Tirols an NS-Deutschland und Judenpogrom in Innsbruck 1938, su tirolmultimedial.at.
89. ↑   Peter Knaur, The International Relations of Austria and the Anschluss 1931–1938, Università del Wyoming, 1951,  p. 370.
90. ↑   Joachim von Halasz, Adolf Hitler from speeches 1933-1938, Terramare Office, 1938,  p. 23.
91. ↑   Alberto Mario Banti, L'età contemporanea dalla Grande Guerra a oggi, 6ª ed., Editori Laterza,  p. 215.
92. ↑  I "Protocolli di Roma" prevedevano sia facilitazioni doganali fra i paesi contraenti che una collaborazione militare in caso di necessità (vedi: Richard Lamb, Mussolini e gli inglesi, Corbaccio, Milano, 1997, pag. 146). Mussolini inviò a Venezia, ove trascorreva le vacanze il principe Ernst Rüdiger Starhemberg, acceso antinazista e fiero oppositore dell'Anschluss, che comandava le Heimwehren, formazioni paramilitari che appoggiavano Dolfuss, un aereo che consentì al principe di rientrare precipitosamente a Vienna e fronteggiare con la sua milizia, e con l'autorizzazione del presidente Wilhelm Miklas, gli assalitori nazisti (Richard Lamb, op. cit., pag. 149). Anche alcune divisioni italiane furono inviate urgentemente al Brennero (quattro, secondo William Shirer, Storia del terzo Reich, Giulio Einaudi editore, Torino, 1963, pag. 308; tre, secondo Winston Churchill, The second world war, Volume I, The gathering storm, 6º capitolo,  The darkening scene, 1934, pag. 89)
93. ↑  Giovanni Cecini, L'alleanza mancata tra Francia ed Italia: gli accordi Gamelin-Badoglio, in «Nuova Storia Contemporanea», anno XII, n. 6/2008
94. ↑  F. De Giorgi, Mons. Montini. Chiesa cattolica e scontri di civiltà nella prima metà del Novecento, Bologna, Il Mulino, 2012, p. 204.
95. ↑  Manning, Jody Abigail (ndg) Austria at the Crossroads: The Anschluss and its Opponents (tesi) pp. 269, 304. Università di Cardiff
96. ↑   Anschluss, in Encyclopædia Britannica. URL consultato l'11 marzo 2007.
97. ↑   Arnold Hermann Ludwig Heeren, A Manual of the History of the Political System of Europe and its Colonies, a cura di David Alphonso Talboys, Londra, H. G. Bohn, 1873,  pp. 480-481.
98. ↑  Erich Eyck (1958) Bismark and the German Empire New York: Norton. pp.174-187; 188-194
99. ↑   Moskauer Deklaration 1943 und die alliierte Nachkriegsplanung, su uibk.ac.at.
100. ↑  Barbara Jelavich – Modern Austria: Empire and Republic, 1815–1986, Cambridge University Press 1987, p.238
101. ↑  Gerald Stourzh,  "Waldheim's Austria"., The New York Review of Books 34, n. 3 (febbraio 1987).
102. ↑  " Judgment, The Defendants: Seyss-Inquart (archiviato dall'url originale il 20 settembre 2008).," The Nizkor Project.
103. ↑  " The Defendants: Von Papen (archiviato dall'url originale il 20 settembre 2008).," The Nizkor Project.
104. ↑   Judith Beniston, 'Hitler's First Victim'? — Memory and Representation in Post-War Austria: Introduction, in Austrian Studies, vol. 11, 2003,  pp. 1-13, DOI:10.1353/aus.2003.0018.
105. ↑  Steininger (2008)
106. ↑  Art, 2006, p. 101.
107. ↑  (DE) Ernst Bruckmüller, Die Entwicklung des Österreichbewußtseins (PDF), su iiss210.joanneum.at (archiviato dall'url originale il 28 settembre 2007).
108. ↑  (DE) Österreicher fühlen sich heute als Nation, su derstandard.at, 2008.
109. ↑   Breve nota sull'intervista di Schüssel su The Jerusalem Post (in tedesco). URL consultato il 23 febbraio 2023 (archiviato dall'url originale il 22 novembre 2004).,  Salzburger Nachrichten, 11 novembre 2000.
110. ↑   Petri Liukkonen, Thomas Bernhard, su Books and Writers (kirjasto.sci.fi), Finlandia, Libreria pubblica di Kuusankoski (archiviato dall'url originale il 17 febbraio 2005).
111. ↑   Commissione storica austriaca (archiviato dall'url originale il 21 aprile 2006)..
112. ↑   Comunicato stampa sul rapporto della Commissione storica austriaca (archiviato dall'url originale l'11 febbraio 2005). Servizio stampa e informazione austriaco, 28 febbraio 2003
113. ↑   Hilberg interview with the Berliner Zeitung, (archiviato dall'url originale il 15 luglio 2012). come citato dal sito web di Norman Finkelstein.
114. ↑  Efraim Zuroff, " Worldwide Investigation and Prosecution of Nazi War Criminals, 2001–2002 (archiviato dall'url originale l'11 febbraio 2005).," Simon Wiesenthal Center, Gerusalemme (aprile 2002).
115. ↑   NAZI TERRITORIAL AGGRESSION: THE ANSCHLUSS, in Holocaust Encyclopedia, United States Holocaust Memorial Museum. URL consultato il 17 gennaio 2023.
116. ↑   Foreign policy and the road to war, The Wiener Holocaust Library. URL consultato il 17 gennaio 2023.
117. ↑  Hiden, Made e Smith, 2008.
118. ↑   Mira Milosevich, Russia’s Westpolitik and the European Union, Centro per gli studi strategici e internazionali, 8 luglio 2021.
«In 1992, Yeltsin introduced the term “compatriot abroad” (which was suggested by the analyst Sergey Karaganov) to refer to ethnic Russians who now found themselves outside the formal borders of the Russian Federation but had cultural and linguistic ties with Russia.»
119. ↑  de Wijk, 2016.
120. ↑  Nagy-Mohacsi e Blejer, 2022.